# Неовізантійський стиль

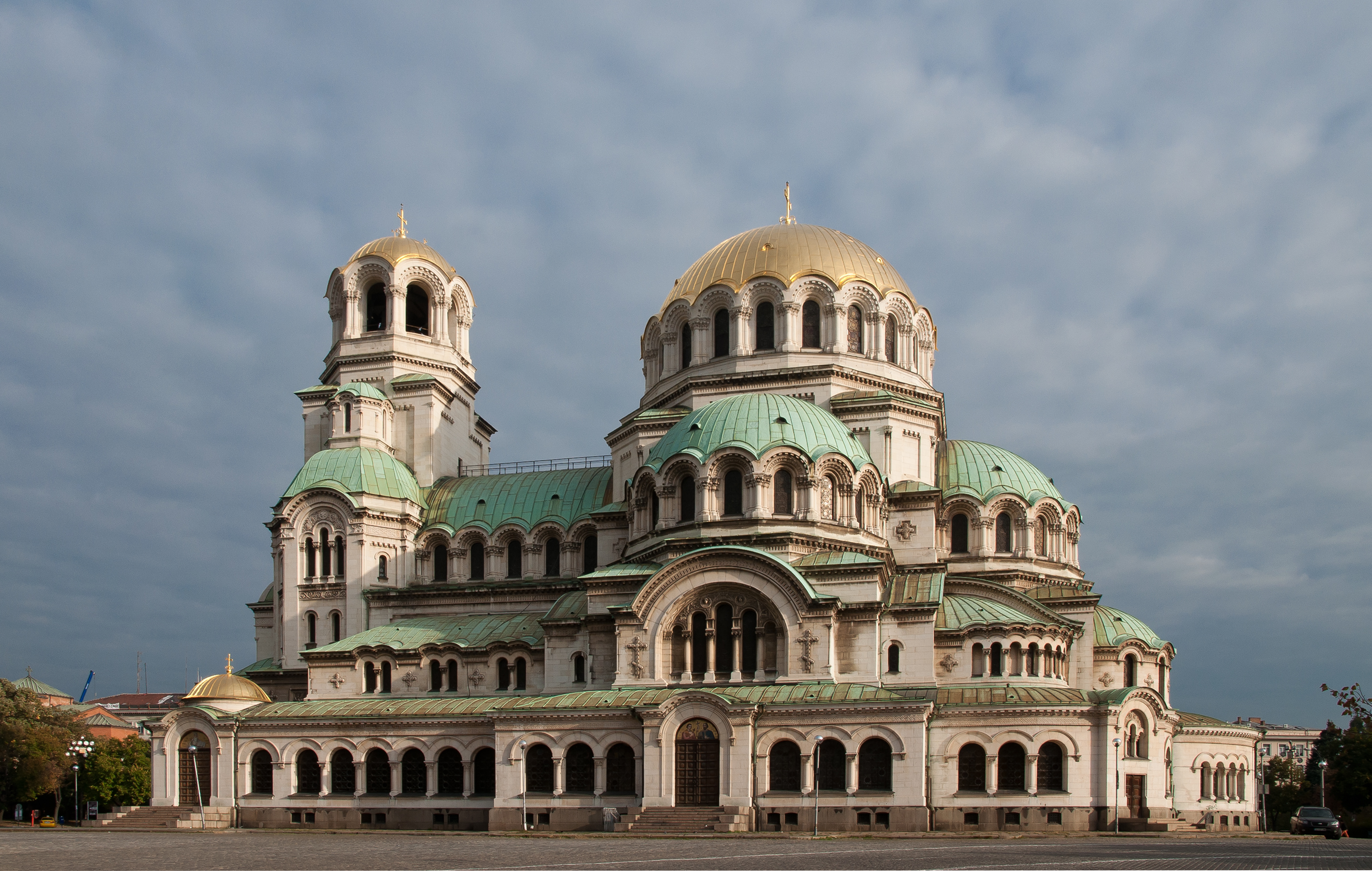
Храм-пам'ятник Олександра Невського, Софія, Болгарія, арх. Олександр Померанцев

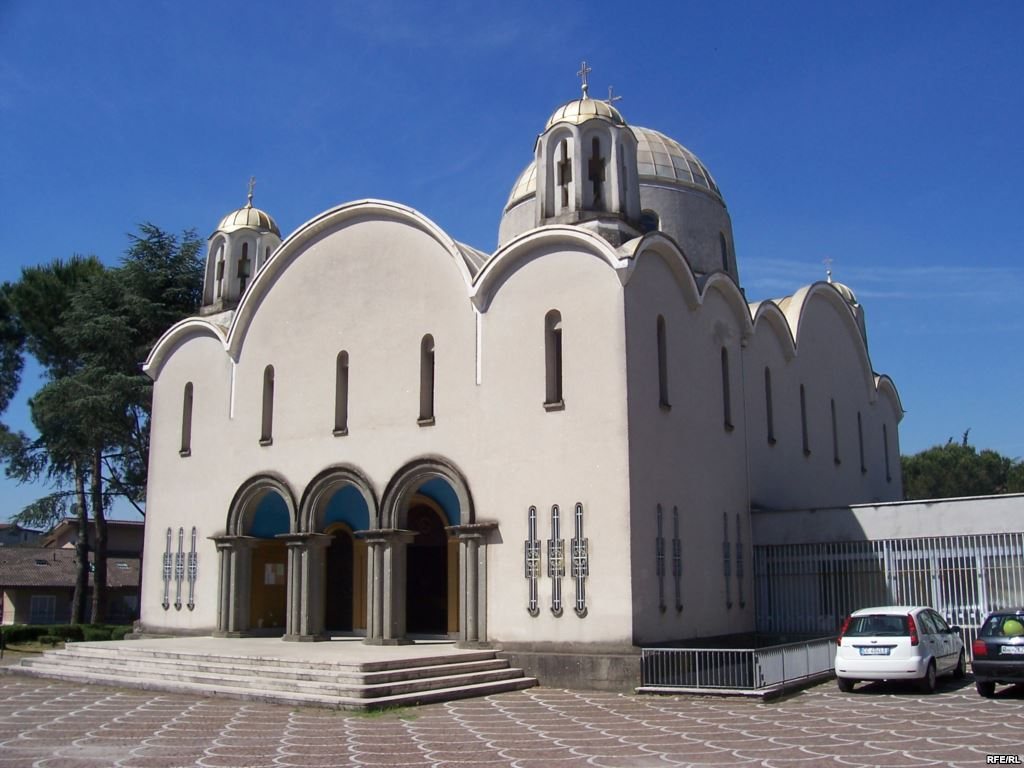
Греко-католицький собор св. Софії у Римі, арх. Лючіо ді Стефано

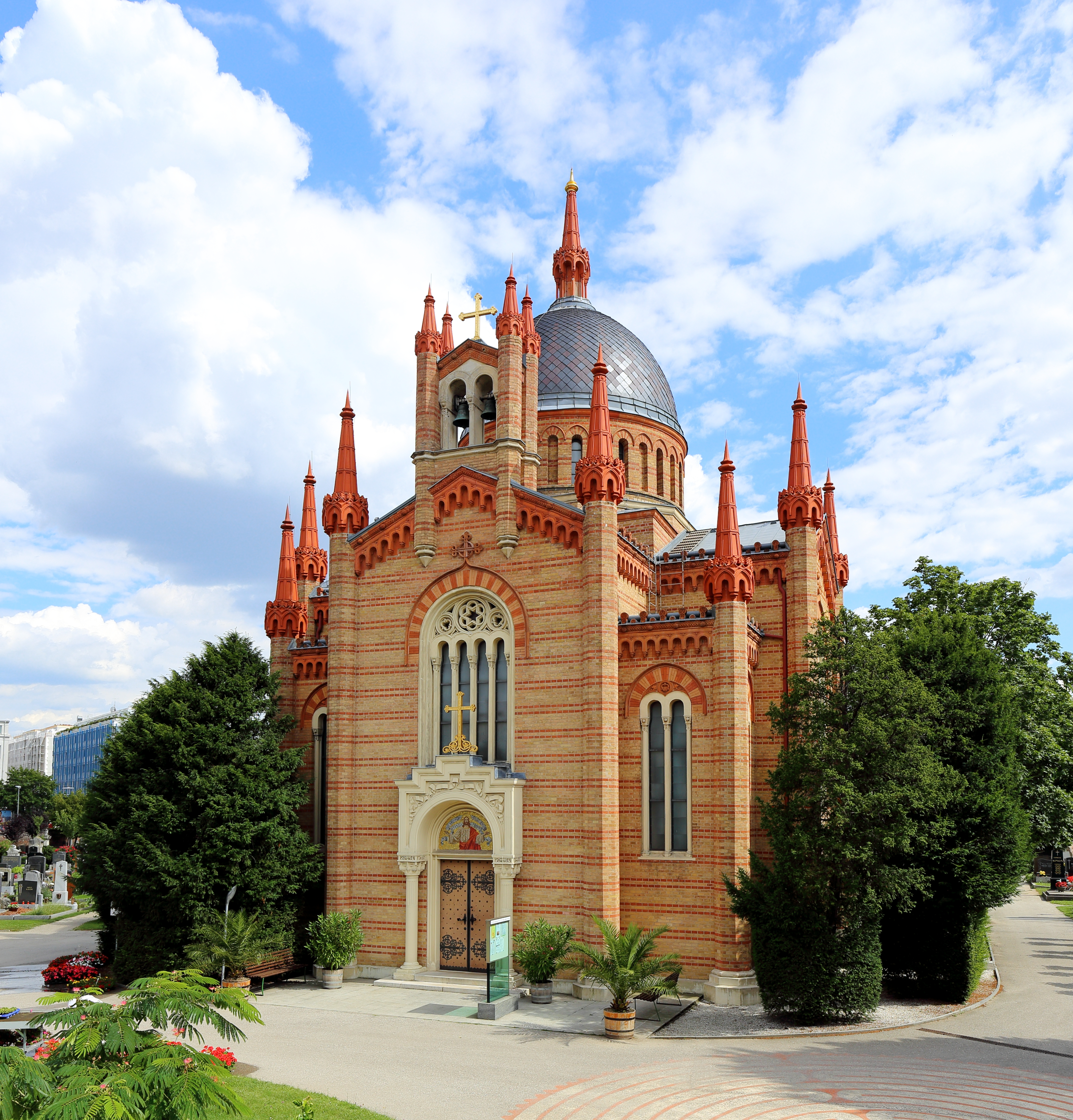
Кірха, Відень, 1858–1860, арх. Феофіл Гансен

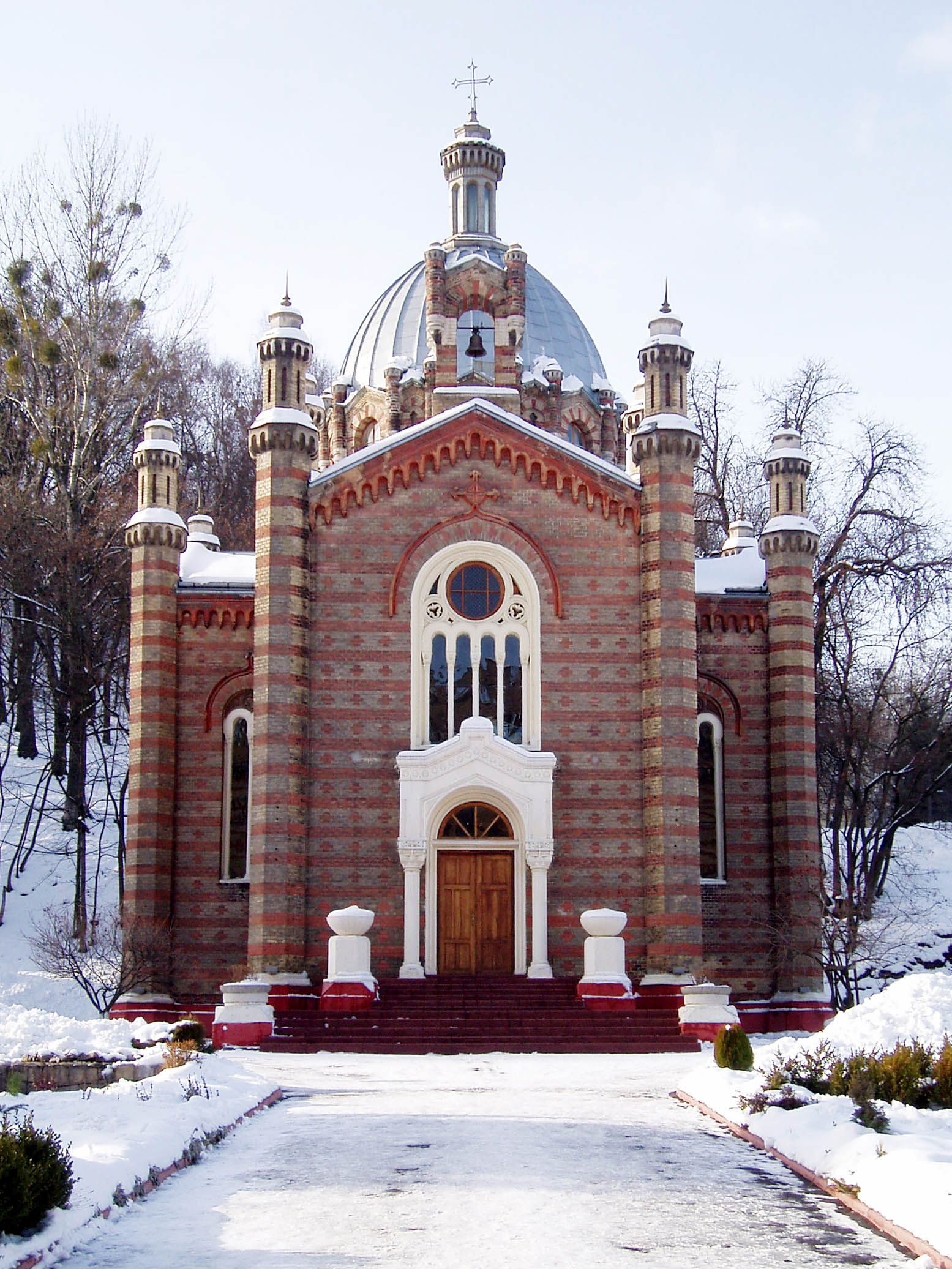
Каплиця Дому військових інвалідів, Львів, 1855-1861, арх. Феофіл Гансен

Неовізантійський стиль (або стиль Візантійського Відродження) — архітектурний стиль, для якого була характерна орієнтація на візантійське мистецтво VI–VIII століть. Найчастіше використовувався задля релігійних і громадських будівель. Зародився у 1840-х роках у Західній Європі та досяг свого піку в останній чверті XIX століття в Російській імперії; ізольовані неовізантійські школи активно діяли у Югославії між світовими війнами.

## Особливості стилю
У храмів куполи мають, як правило, приосадкувату форму і розташовані на широких низьких барабанах, оперезаних віконною аркадою. Центральний купол більший від інших. Часто барабани малих куполів виступають з будівлі храму лише наполовину — або у вигляді апсид, або у вигляді барабанів, наполовину потопаючих у даху. Малі бані такої форми у візантійській архітектурі називаються конхами. Внутрішній об'єм храму традиційно не поділяється пілонами або хрестовими склепіннями, утворюючи таким чином єдиний церковний зал, що створює відчуття простору і здатний у деяких храмах вміщати декілька тисяч осіб.

## Австрія і Німеччина
Найранішні приклади нової візантійсько-романської архітектури включають в себе церкву Олександра Невського у Потсдамі російського архітектора Василя Стасова та абатство святого Воніфатія, закладене Людвігом I Баварським 1835 року і завершене 1840 року. Базиліка наслідувала правилам архітектури Равенни VI століття, хоча її коринфський ордер був явним відхиленням від історичного візантійського мистецтва. Тронний зал зовні романського замку Нойшванштайн, збудований Людвігом II Баварським, має неовізантійський інтер'єр та прикрашений мозаїчними зображеннями Юстиніана I та грецьких святих.
Данський архітектор Феофіл Гансен став прихильником стилю в 1850-ті роки. Його основні роботи належали до стилю неогрек, однак Гансен, як професор візантійського мистецтва у Віденському університеті, сформував покоління архітекторів, які популяризували неовізантійську архітектуру в Австро-Угорщині, Сербії та повоєнній Югославії. Самостійні неовізантійські роботи Гансена охоплюють грецьку православну церкву Святої Трійці (1856–1858) і євангелістську кірху (1858–1860) у Відні, яка була першим варіантом львівської каплиці Будинку військових інвалідів.

## Російська імперія
Софійський собор в Пушкіні (1782–1788) був раннім і ізольованим експериментом з візантійським стилем у неокласичній споруді. Цар Микола I зневажав справжнє візантійське мистецтво і сприяв так званому російсько-візантійському стилю, основоположником якого був Костянтин Тон.
Візантійське мистецтво, яке популяризували Григорій Гагарін і Девід Грімм, було визнане Олександром II офіційним стилем Православної Церкви Росії де-факто. Візантійська архітектура стала носієм православної експансії на рубежах імперії (Царство Польське, Крим, Кавказ). Тим не менше, тільки кілька будівель були завершені за царювання Олександра II через фінансові проблеми.
Олександр III надав перевагу російської тенденції відродження на основі архітектури Москві XVI–XVII століття і Ярославської традиції, але візантійська архітектура не була остаточно скинута з п'єдесталу, особливо для великих соборів. Неовізантійські собори зосереджені в західних провінціях (Польща, Литва), у промислових регіонах Уралу, місцях розташування армії та козачих військ на Кавказі та у Середній Азії. Архітектори Девід Грімм і Василь Косяков розробили унікальний національний тип однокупольного візантійського собору з чотирма симетричними вітрилами, який став стандартом де-факто у 1880 — 1890-х років.
Царювання Миколи II можна охарактеризувати поверненням до архітектури Софійського собору в Константинополі, найвідоміші собори того часу — Морський Нікольський собор у Кронштадті і собор у Поті. Ці проєкти були виконані із залізобетону, що дозволило прискорити графік будівництва; їх інтер'єри містяться чіткі посилання на сучасне мистецтво модерну. Російський неовізантійська традиція була припинена революцією 1917 року, але продовжена архітекторами-емігрантами в Югославії та Харбіні.

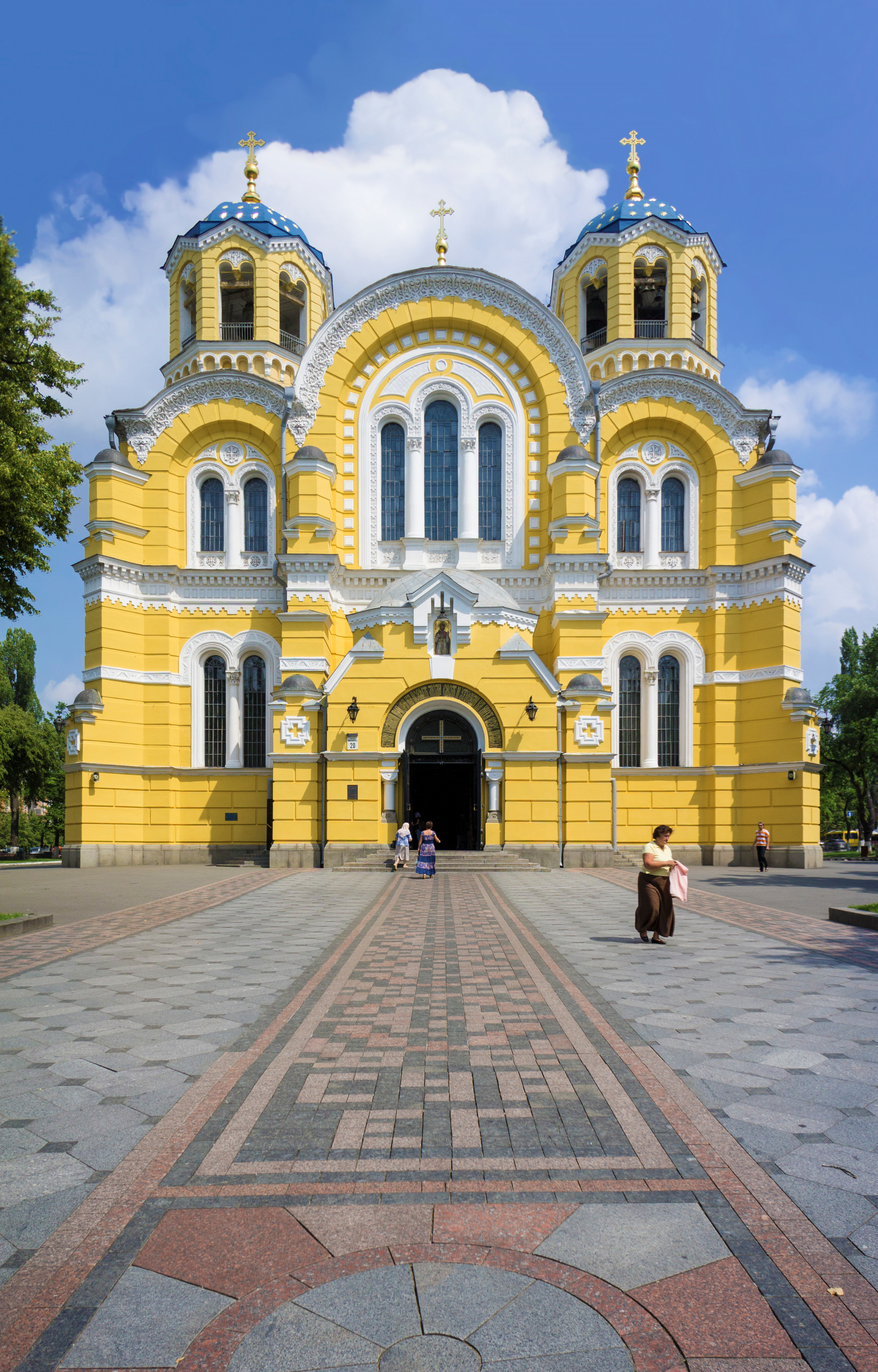
Володимирський собор, Київ, Україна
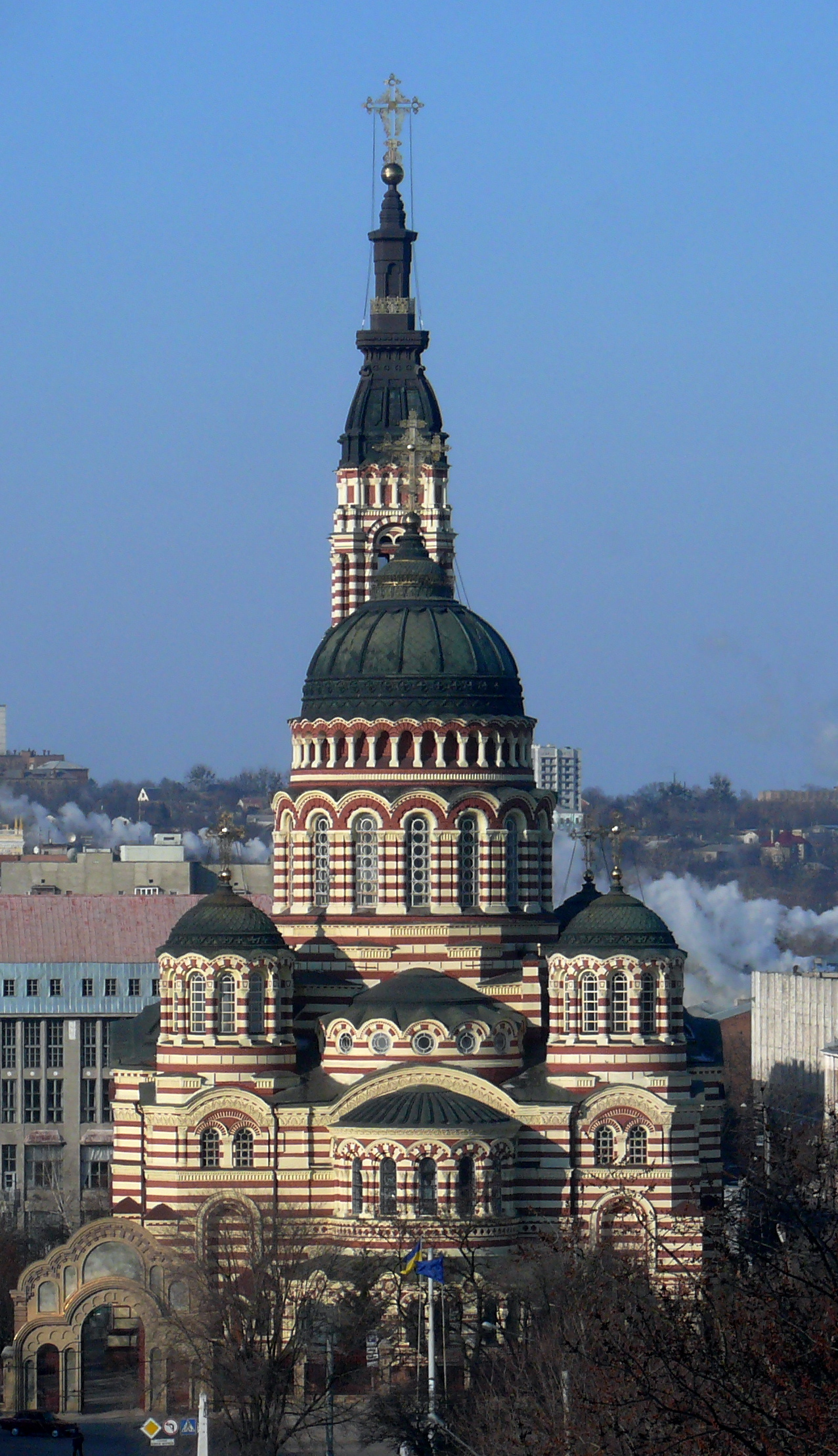
Благовіщенський собор, Харків, Україна
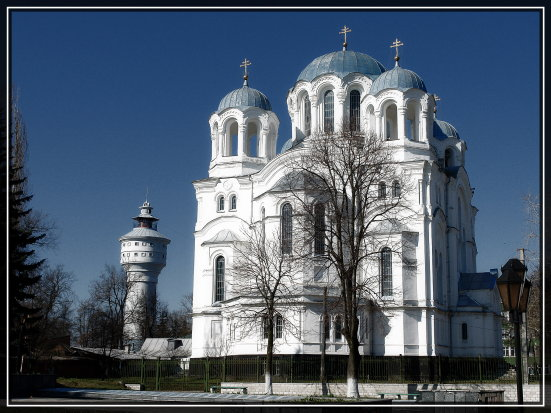
Трьоханастасіївська церква, Глухів, Україна
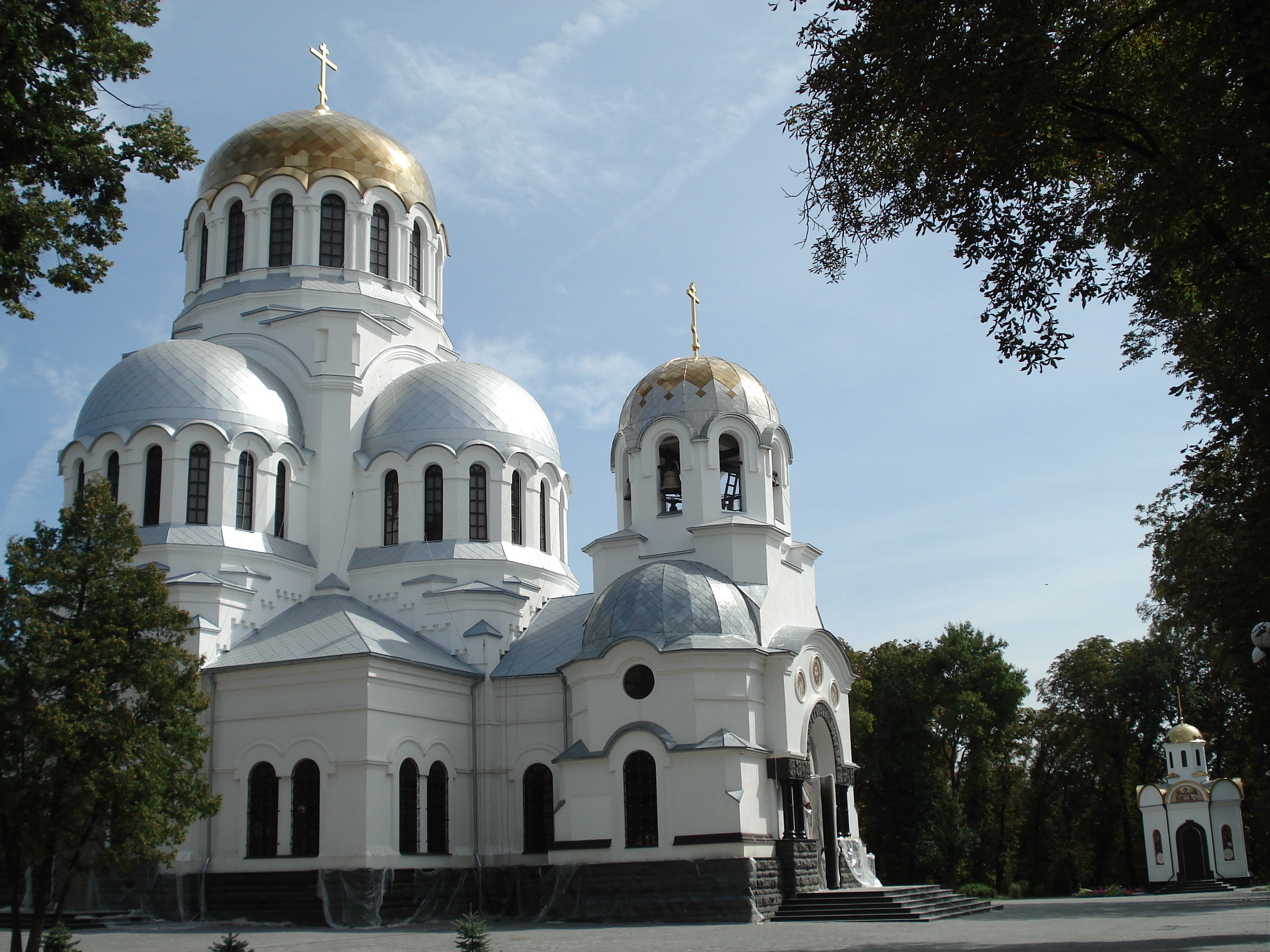
Кафедральний собор Олександра Невського, Кам'янець-Подільський, Україна
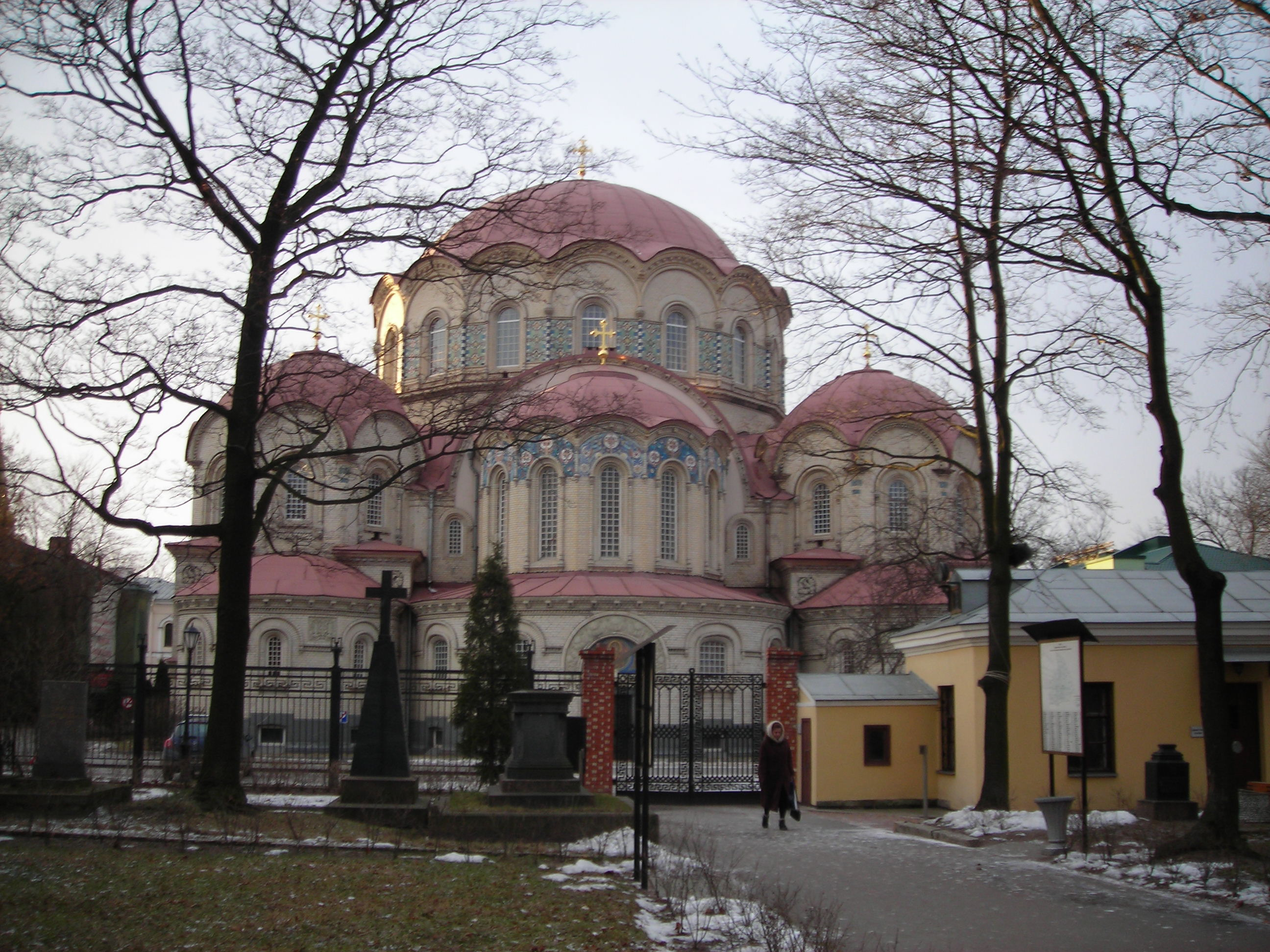
Казанська церква, Новодівочий монастир, Санкт-Петербург, Росія
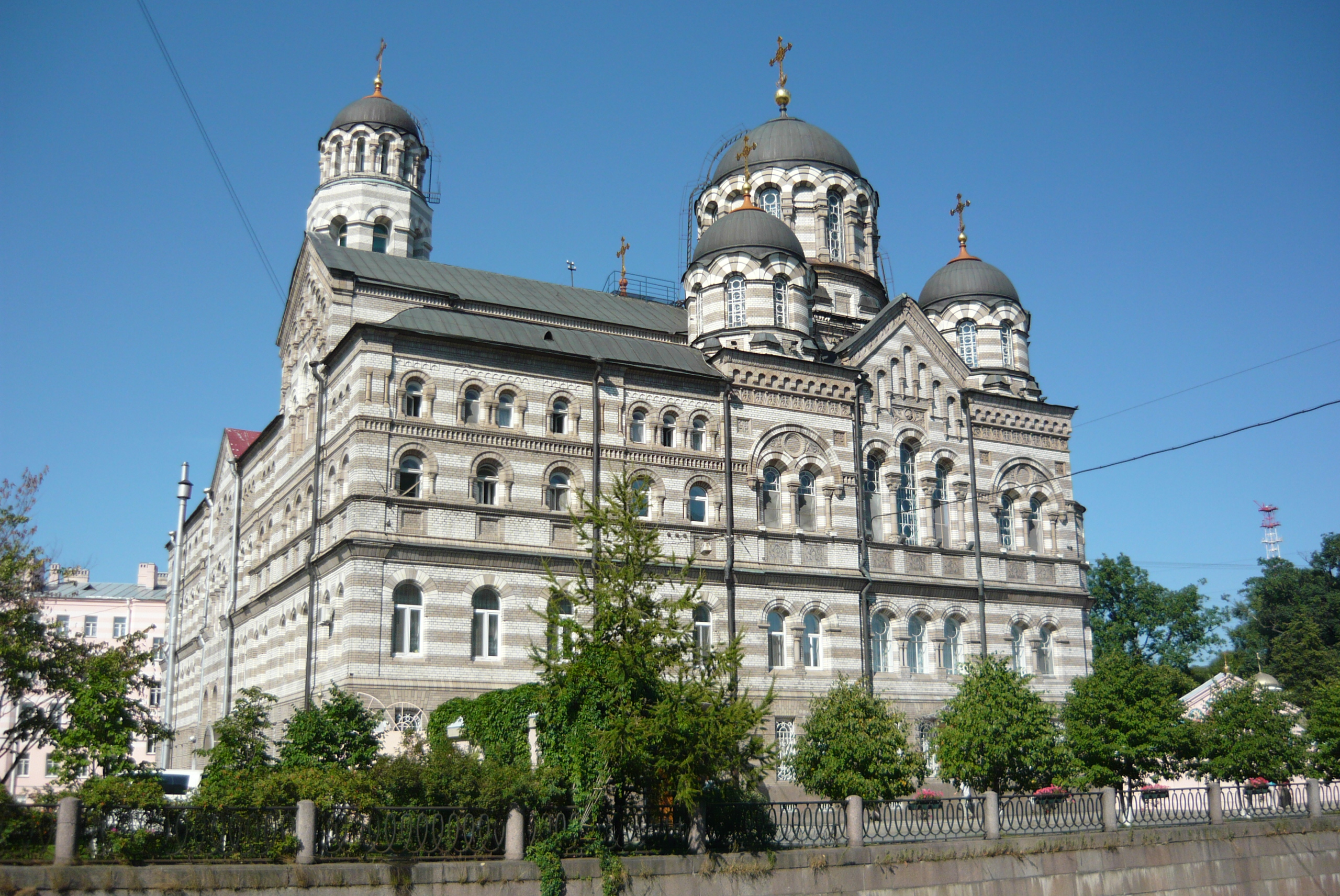
Іоановський монастир, Санкт-Петербург, Росія
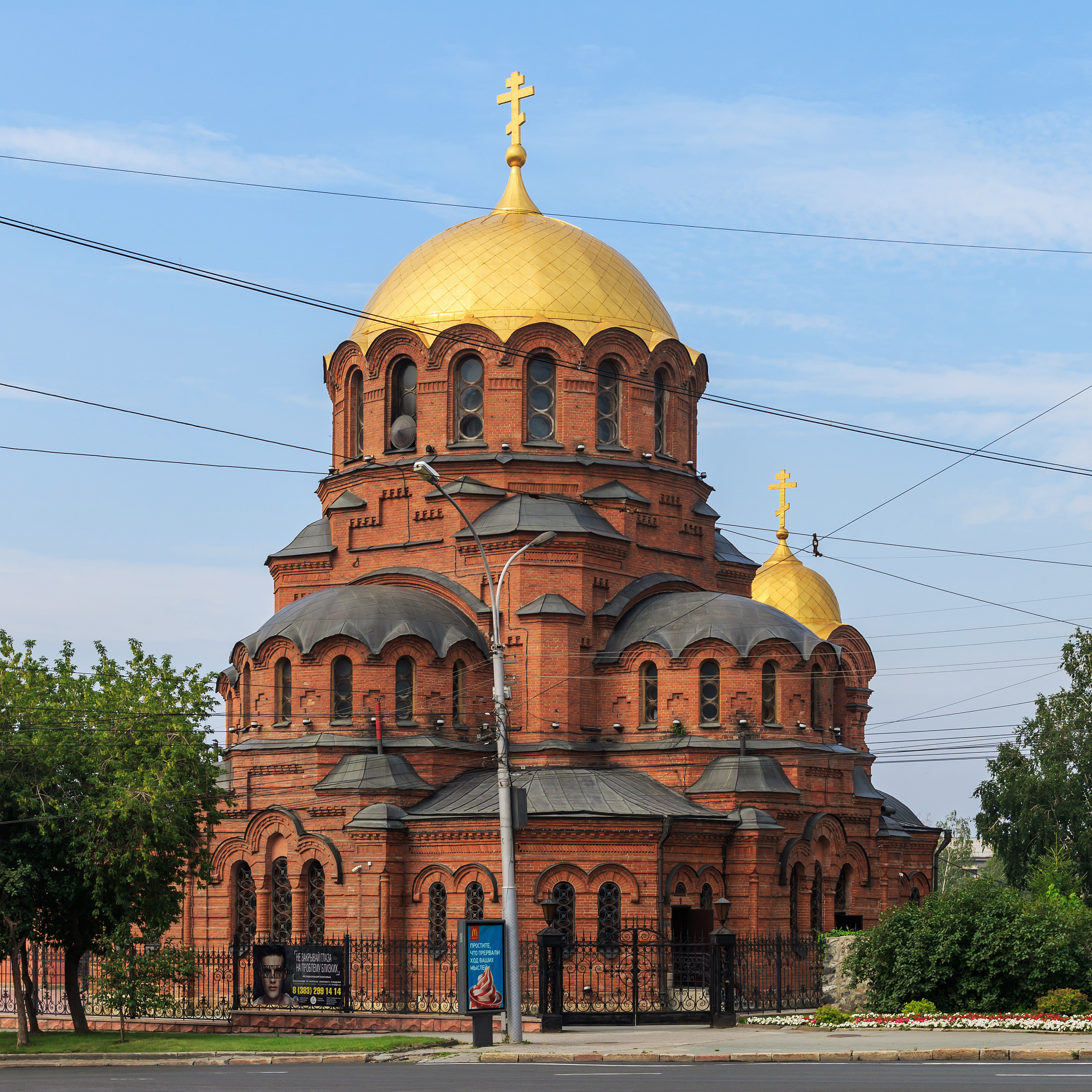
Собор Олександра Невського, Новосибірськ, Росія
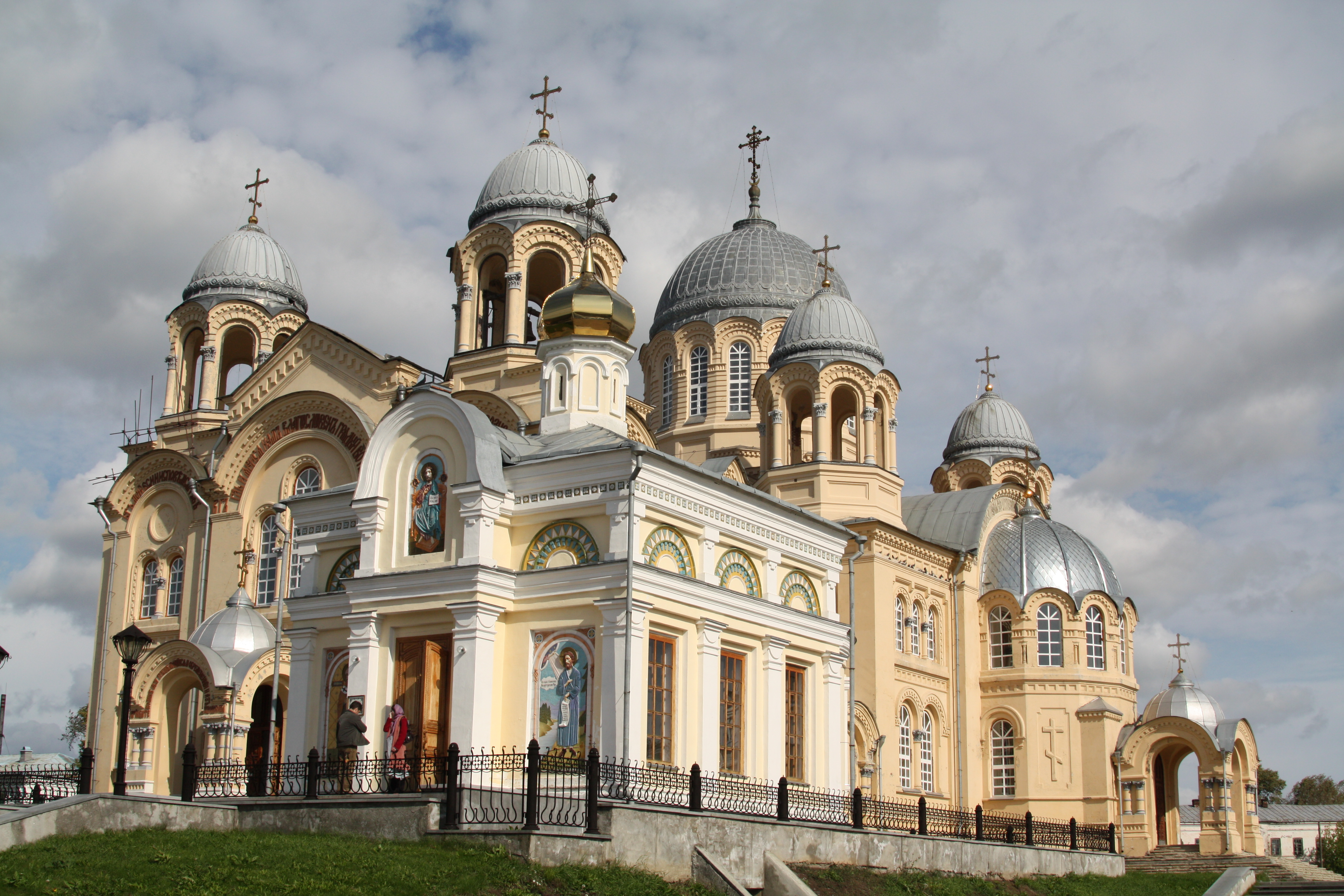
Нікольський монастир, Верхотур'є, Росія
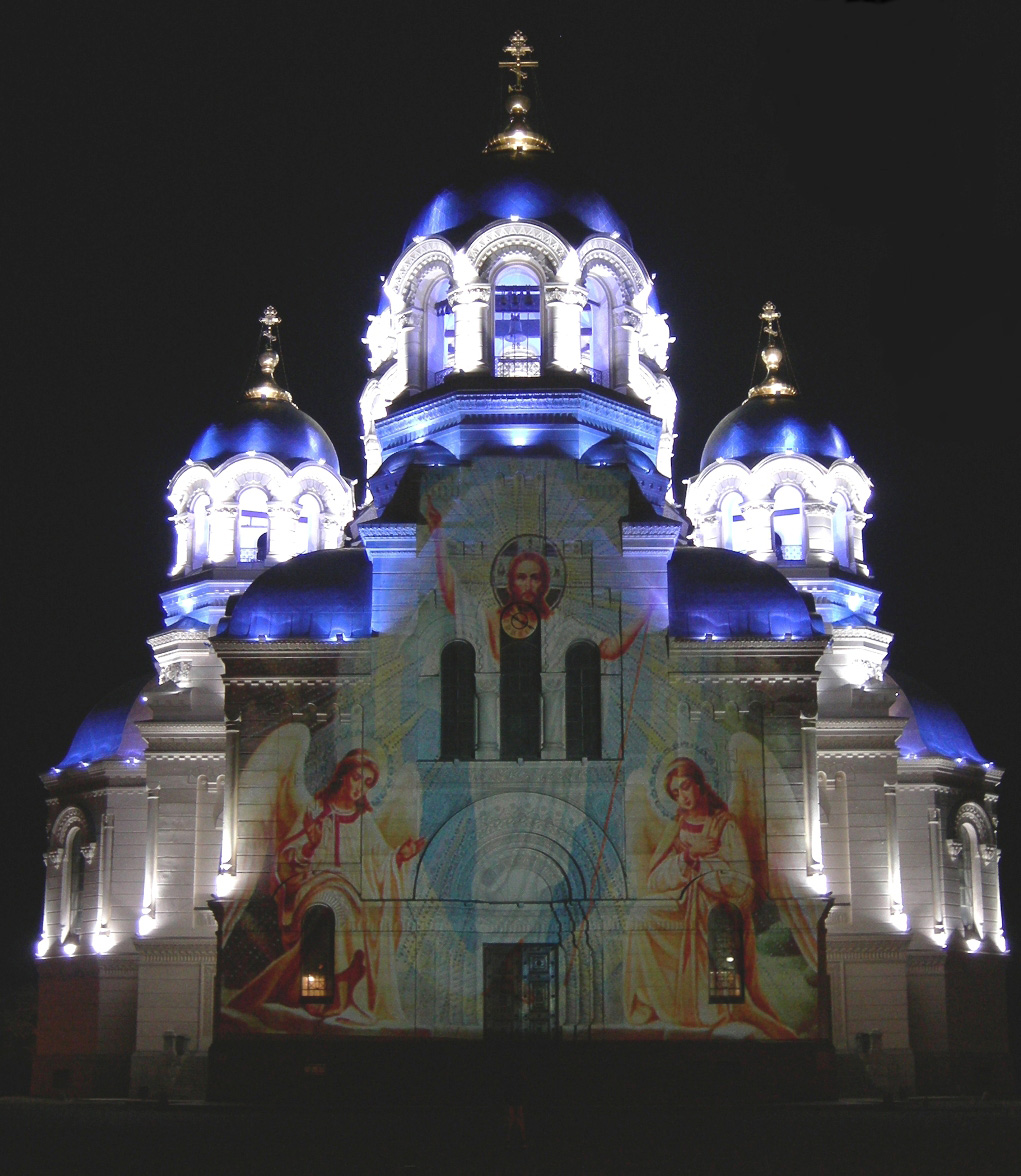
Вознесенський собор, Новочеркаськ, Росія
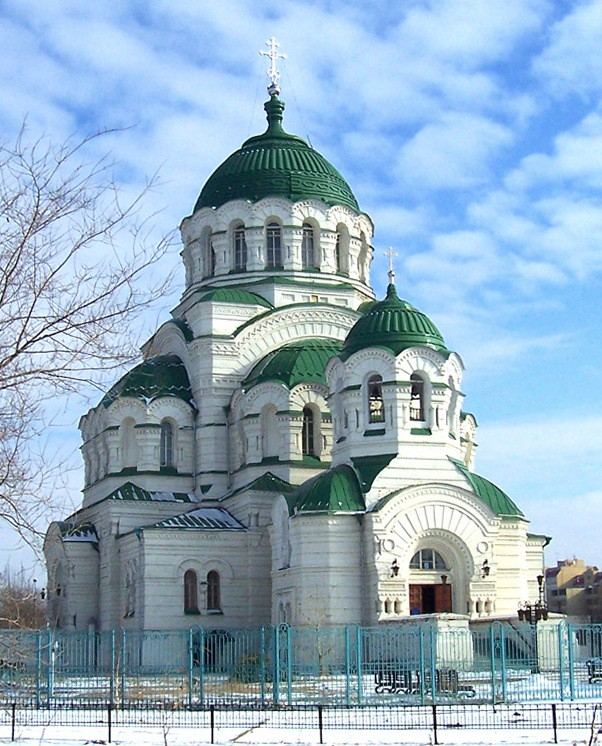
Собор Святого Володимира, Астрахань, Росія
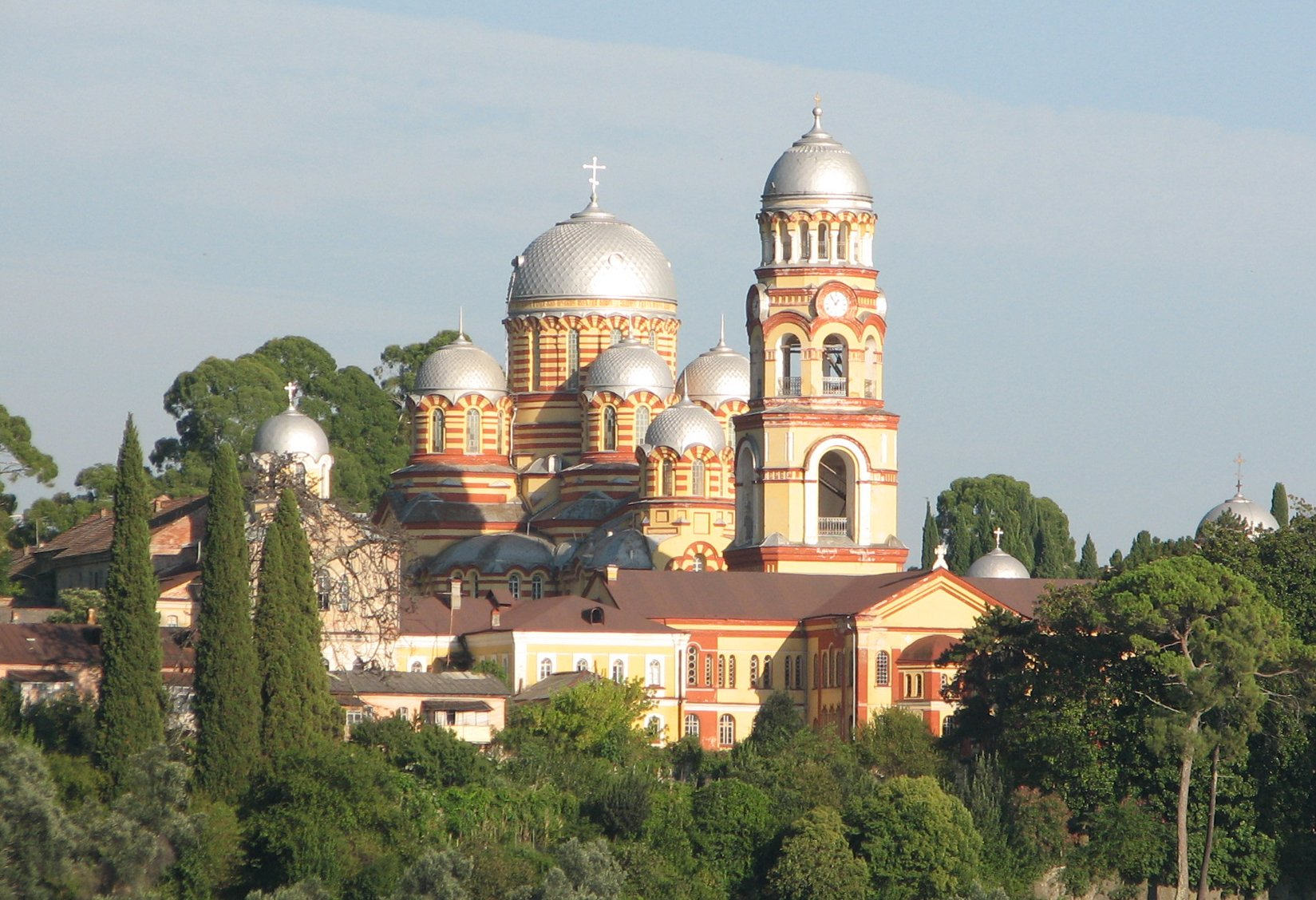
Новоафонський монастир, Новий Афон, Грузія
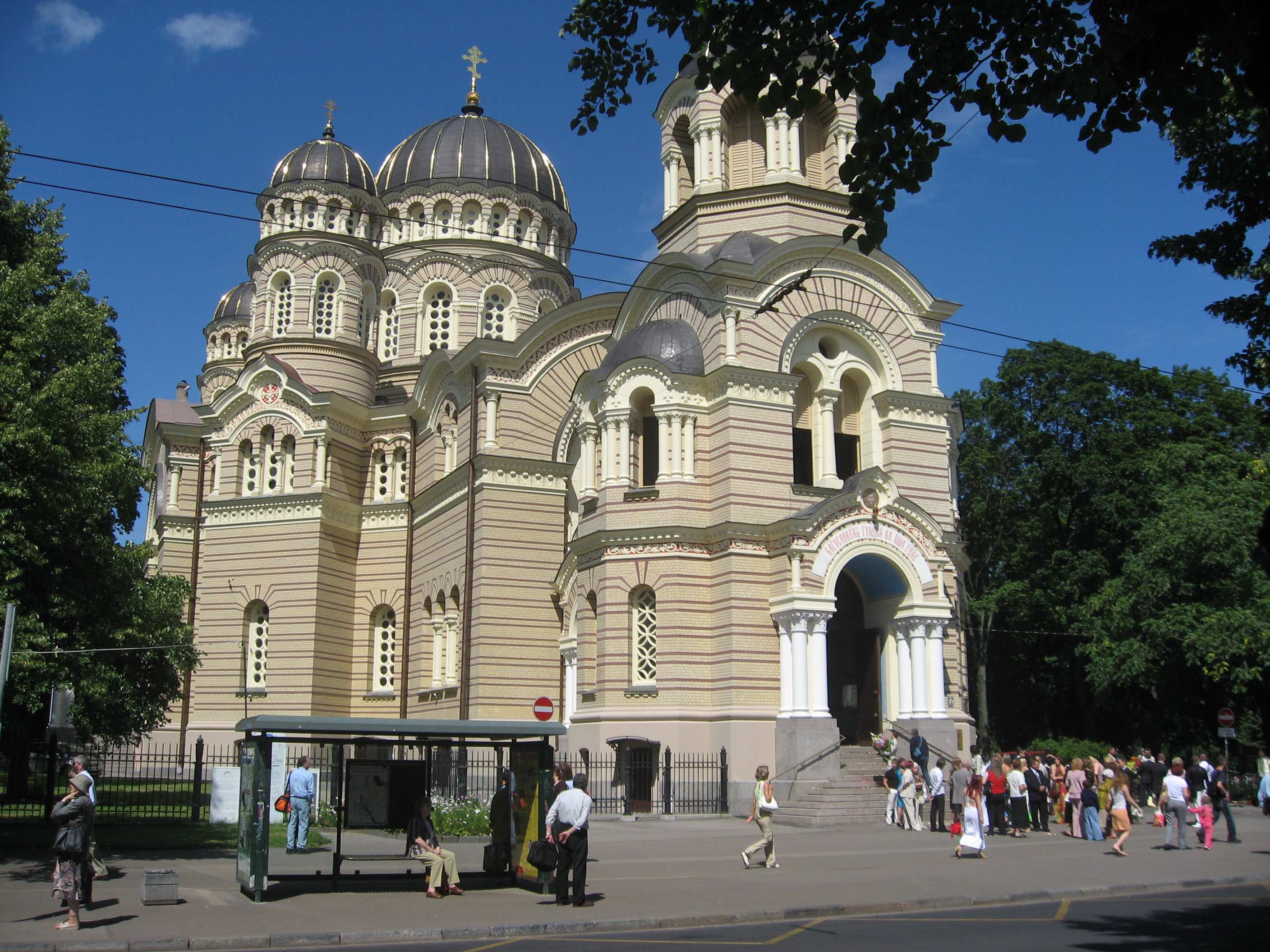
Христорождественський собор, Рига, Латвія
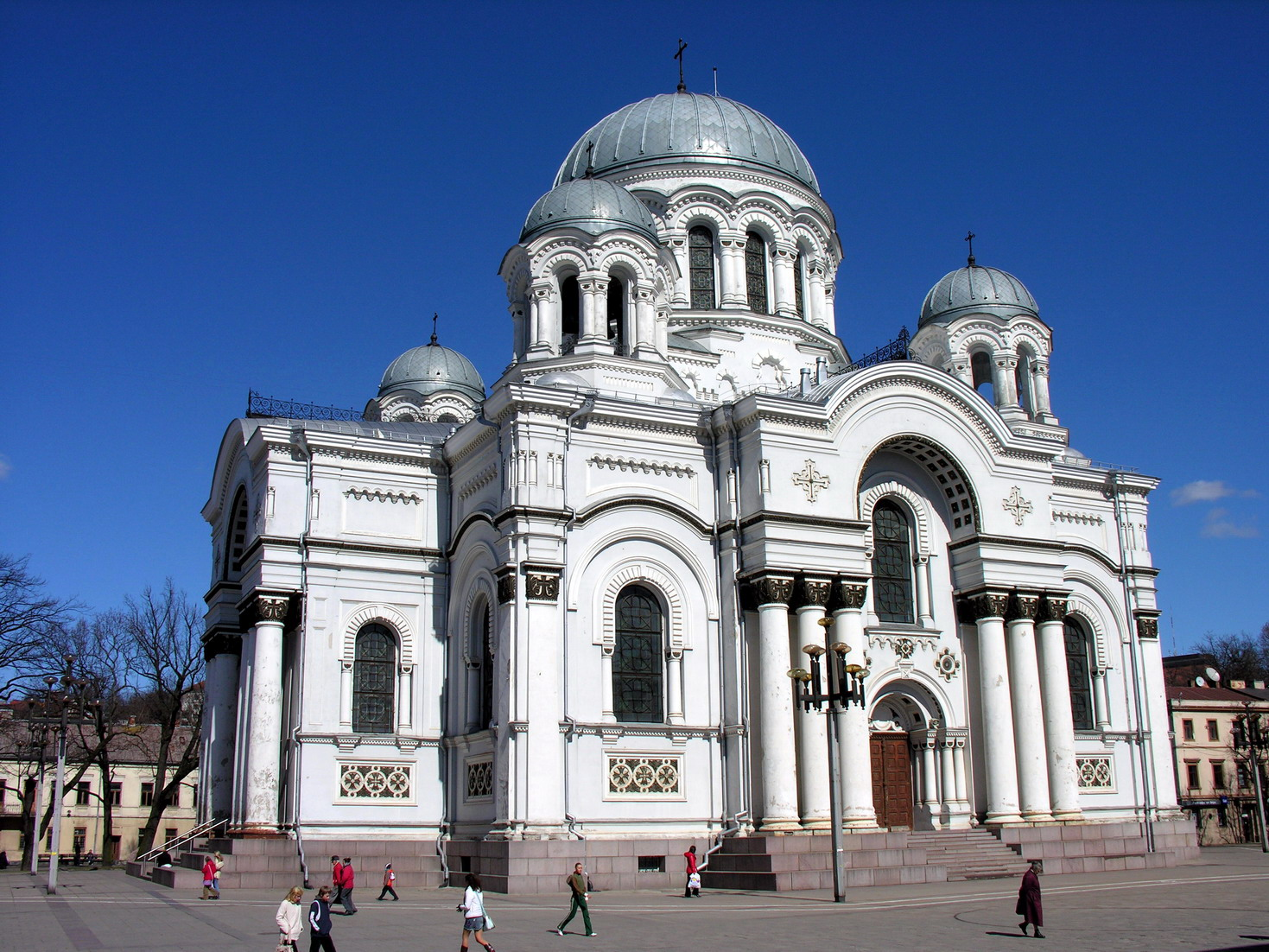
Церква Святого Михайла Архангела, Каунас, Литва
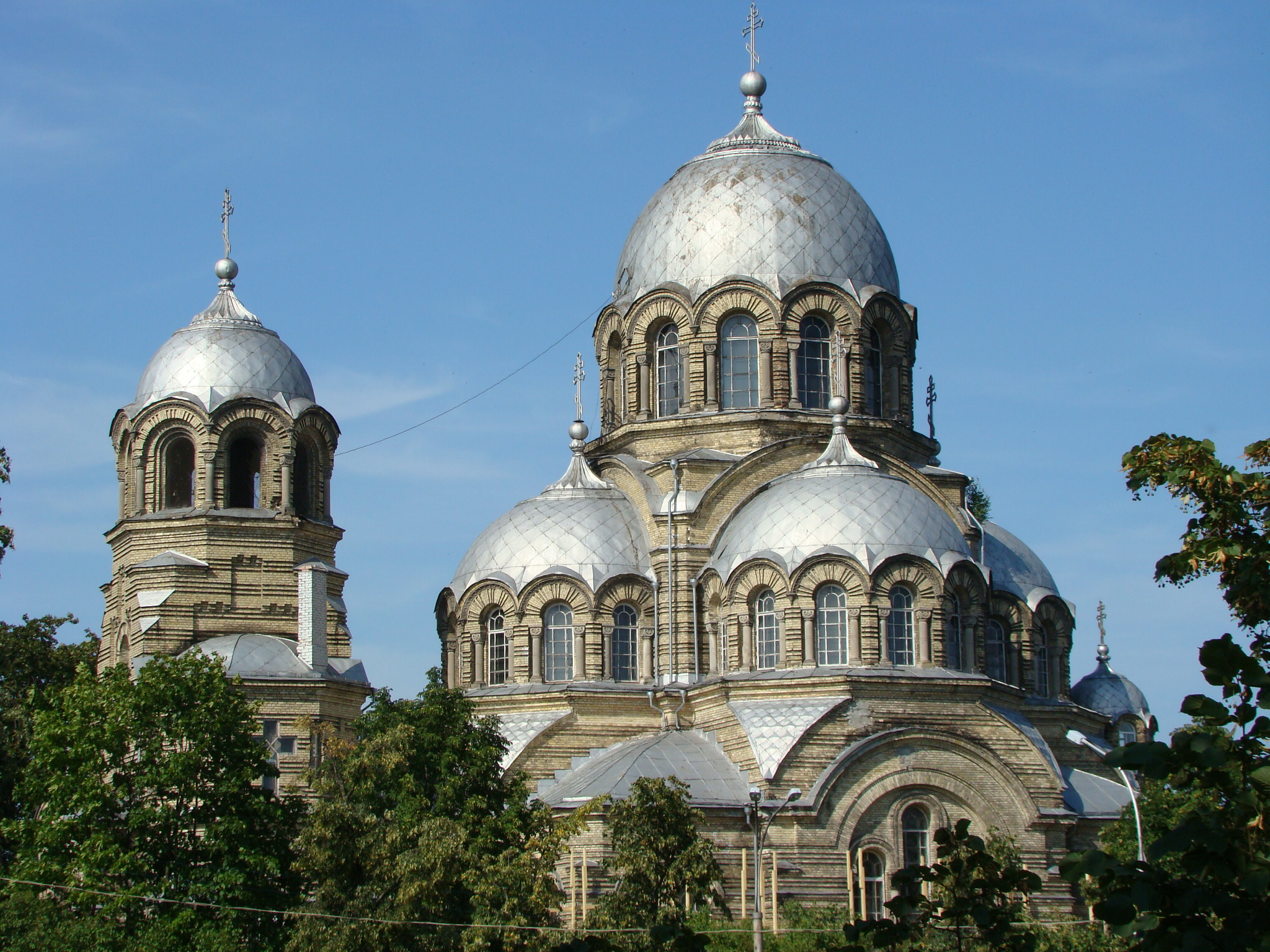
Церква Пресвятої Богородиці Оранти (Знамення Богоматері), Вільнюс, Литва
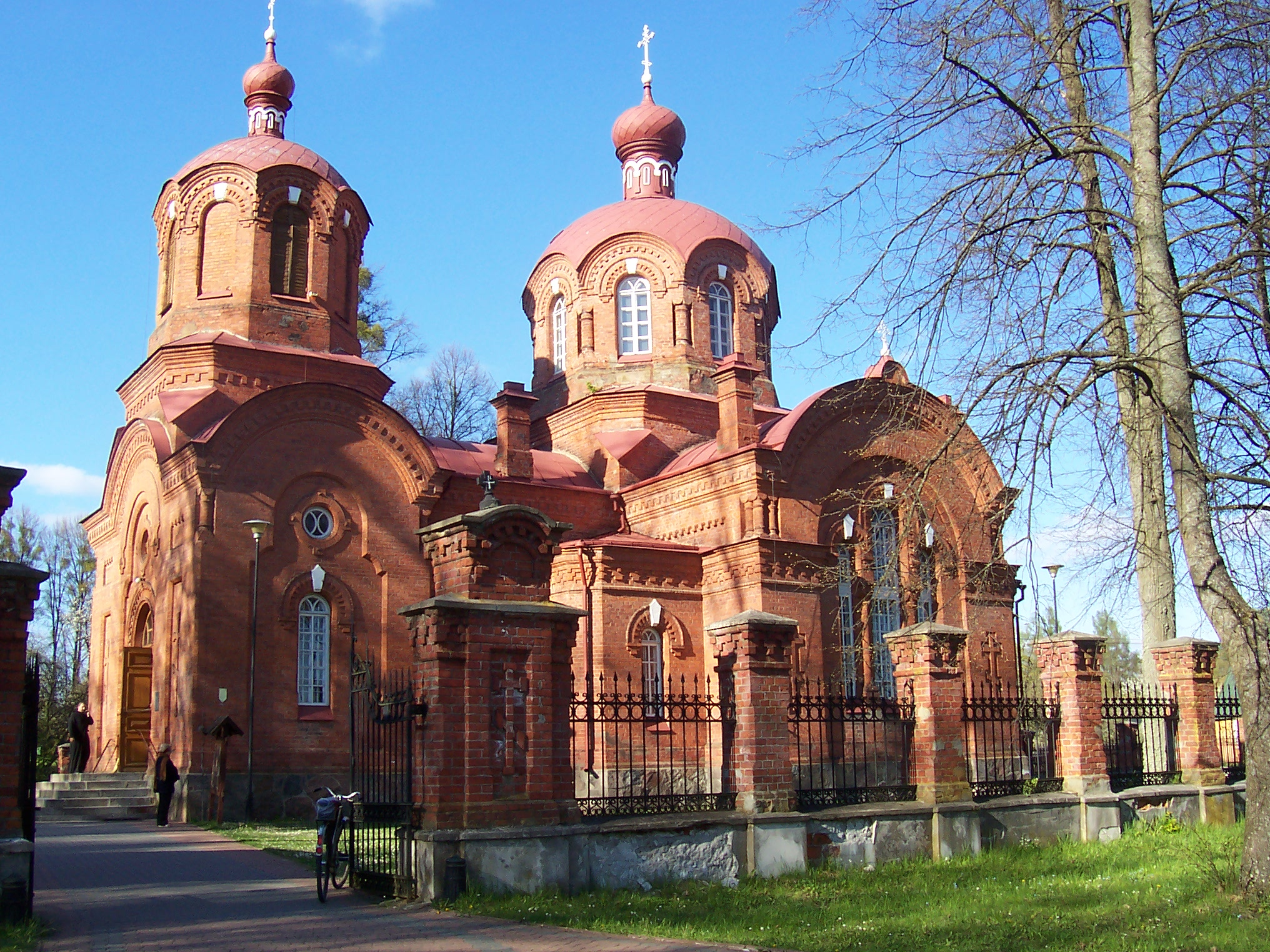
Церква Святого Миколая, Біловежа, Польща
Олександро-Невський собор, Лодзь, Польща

## США
У Сполучених Штатах неовізантійський стиль часто об'єднували з іншими неосередньовічними стилями, такими як неороманський стиль і неоготика, або навіть з новим іспанським колоніальним стилем.

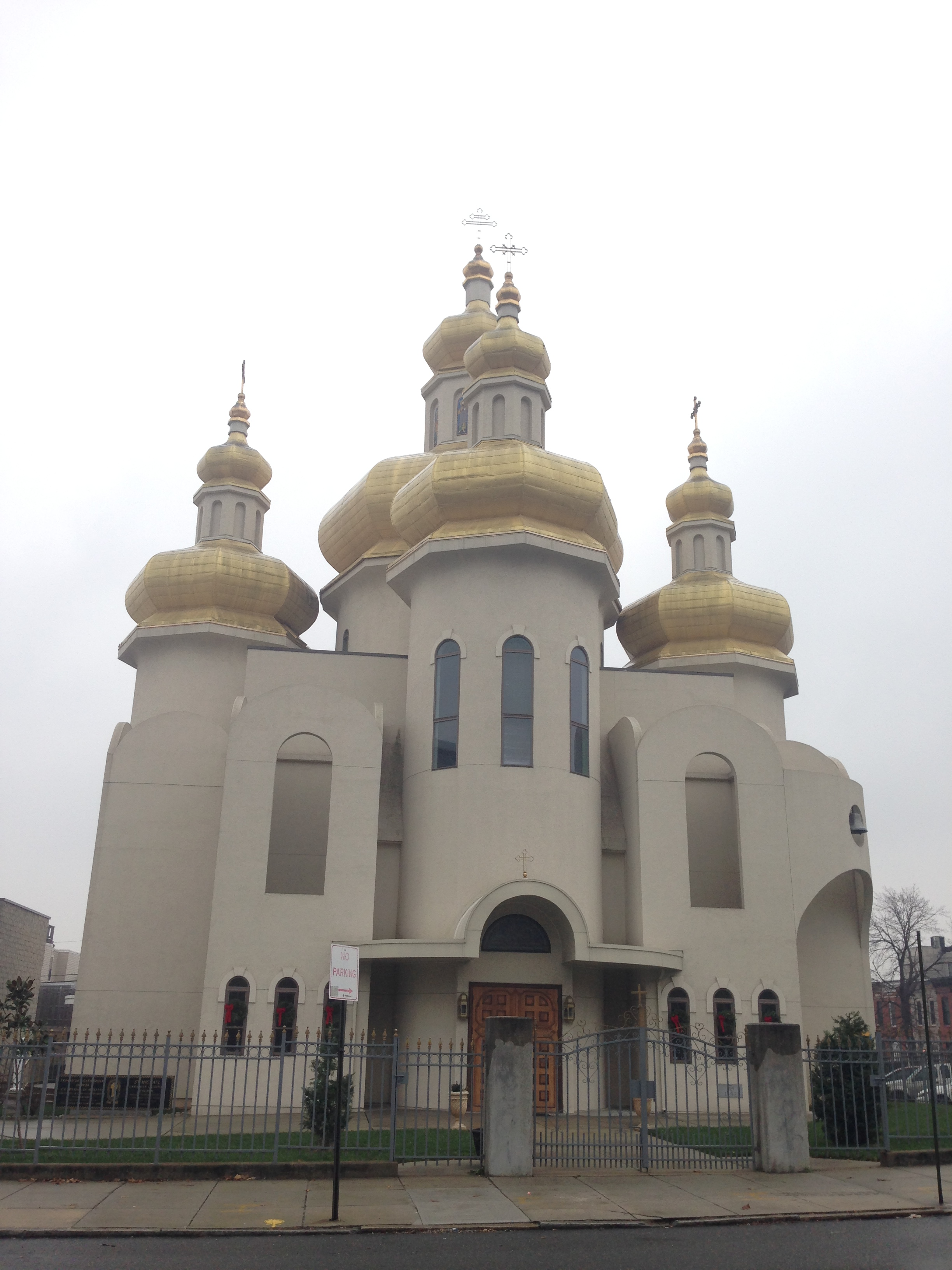
Церква Святого Архістратига Михаїла (Балтимор)

Відомі американські приклади включають в себе багато будівель на території кампуса університету Райса у Техасі, церкву Непорочного Зачаття в Новому Орлеані, церкву Святого Франциска Сальського в Філадельфії, Кафедральний собор Сент-Луїса і базиліку Національної Святині Непорочного Зачаття, побудовану між 1920 і 1959 роками у Вашингтоні.

## Велика Британія
Католицький Вестмінстерський собор (1895–1903), збудований Джоном Френсісом Бентлі (1839–1902), є найбільшим і найяскравішим прикладом неовізантійського стилю у Британії. Починаючи приблизно з 1850 по 1880 рік у Бристолі існував так званий бристольський візантійський стиль, у якому поєднуються елементи візантійського стилю з мавританською архітектурою і який був популярний для промислових будівель.

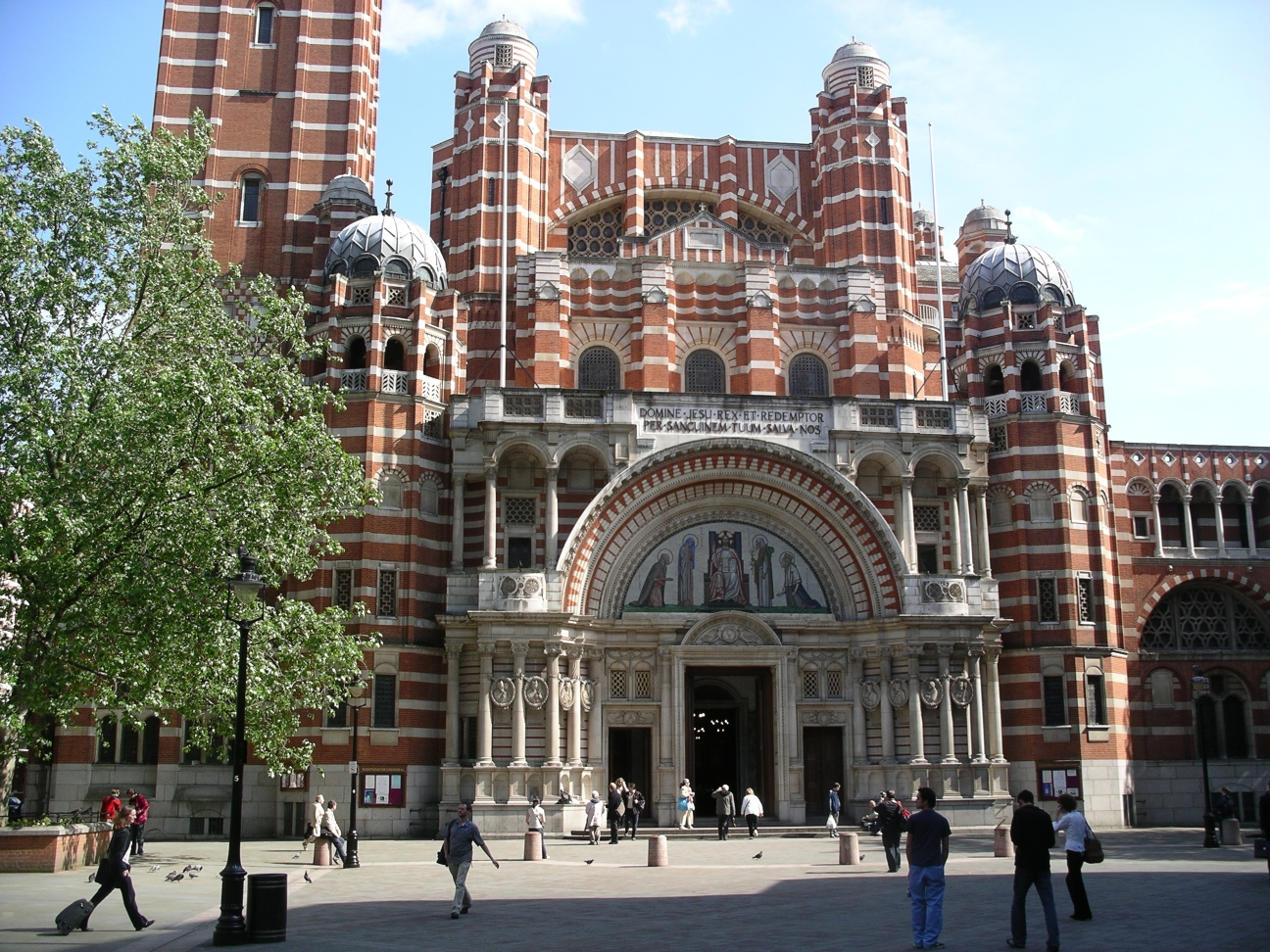
Неовізантійський фасад Вестмінстерського собору, Лондон, Велика Британія
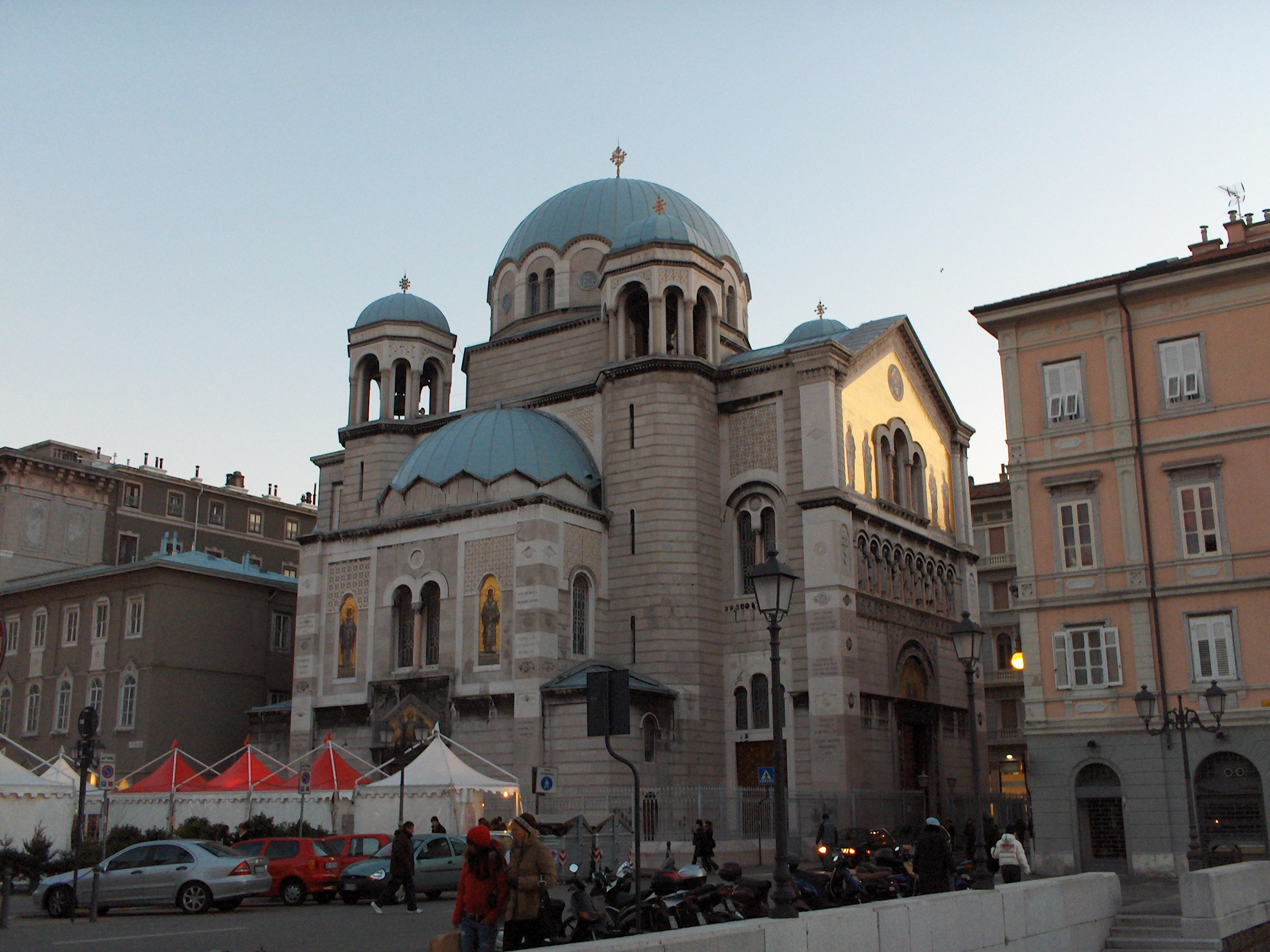
Церква Святої Трійці та Святого Спиридона, Трієст, Італія
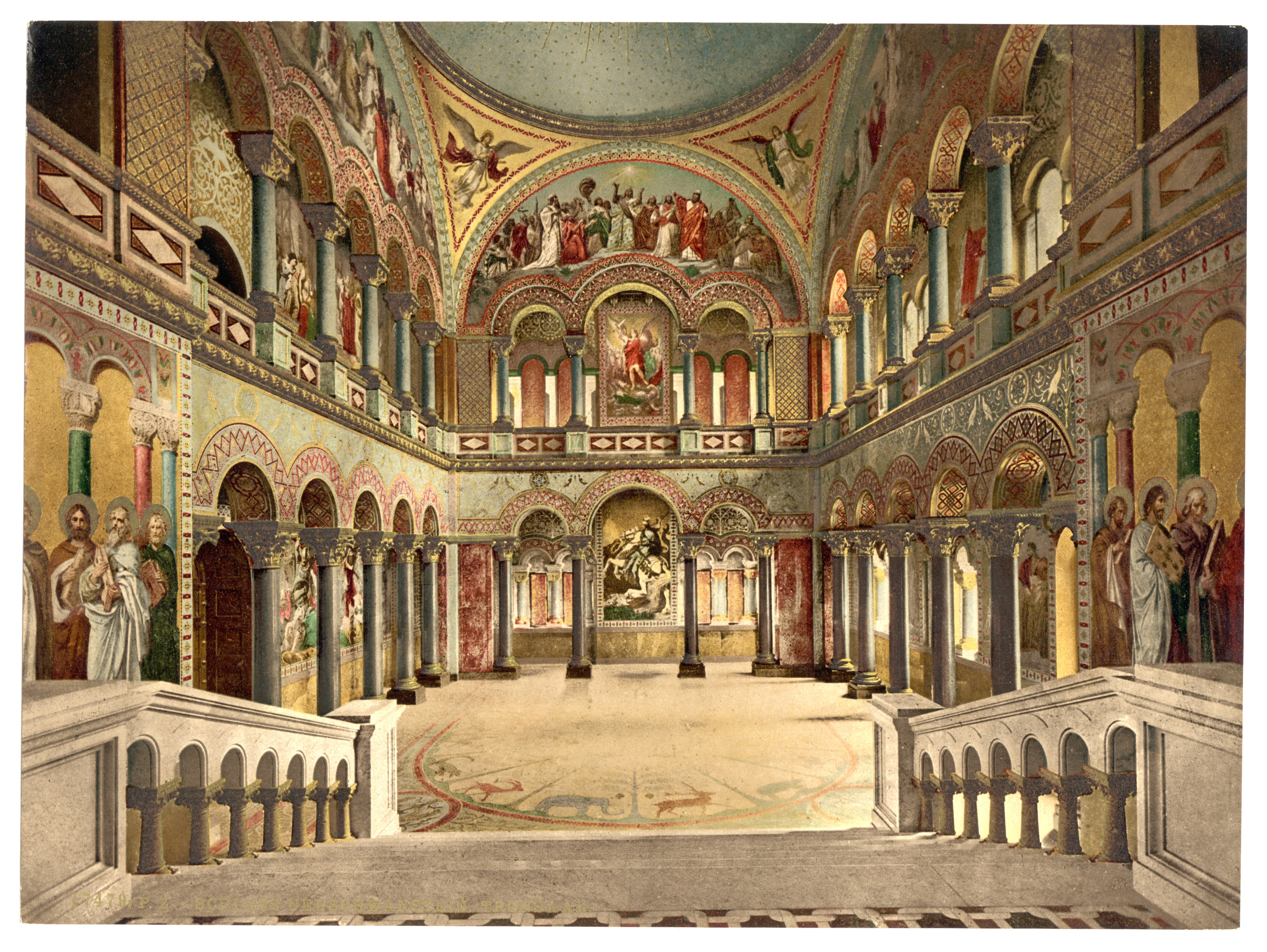
Тронний зал, замок Нойшванштайн, Німеччина
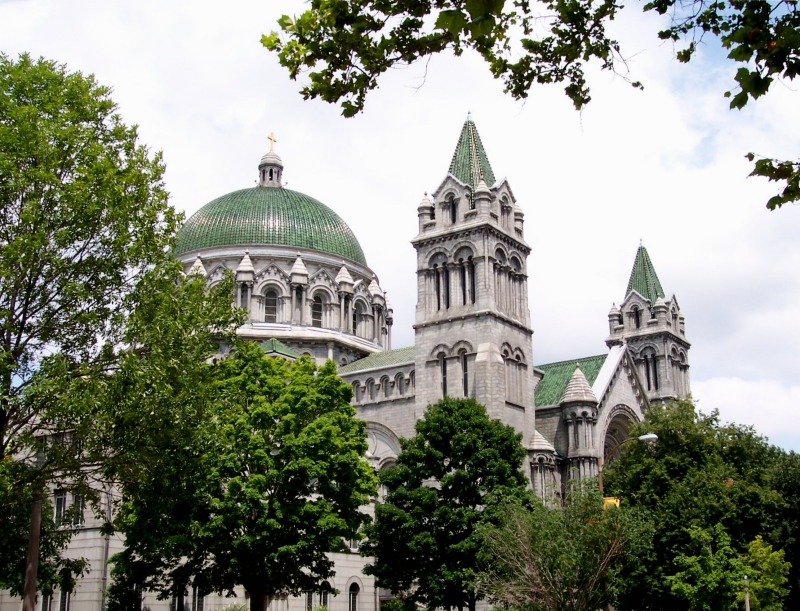
Кафедральний собор Сент-Луїса, Сент-Луїс, штат Міссурі, США
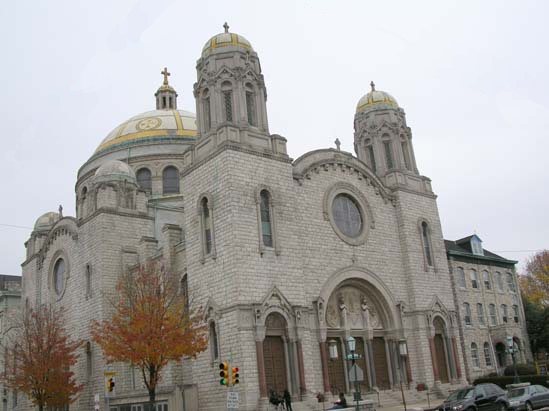
Римо-католицька церква Святого Франциска Сальського, Філадельфія, США
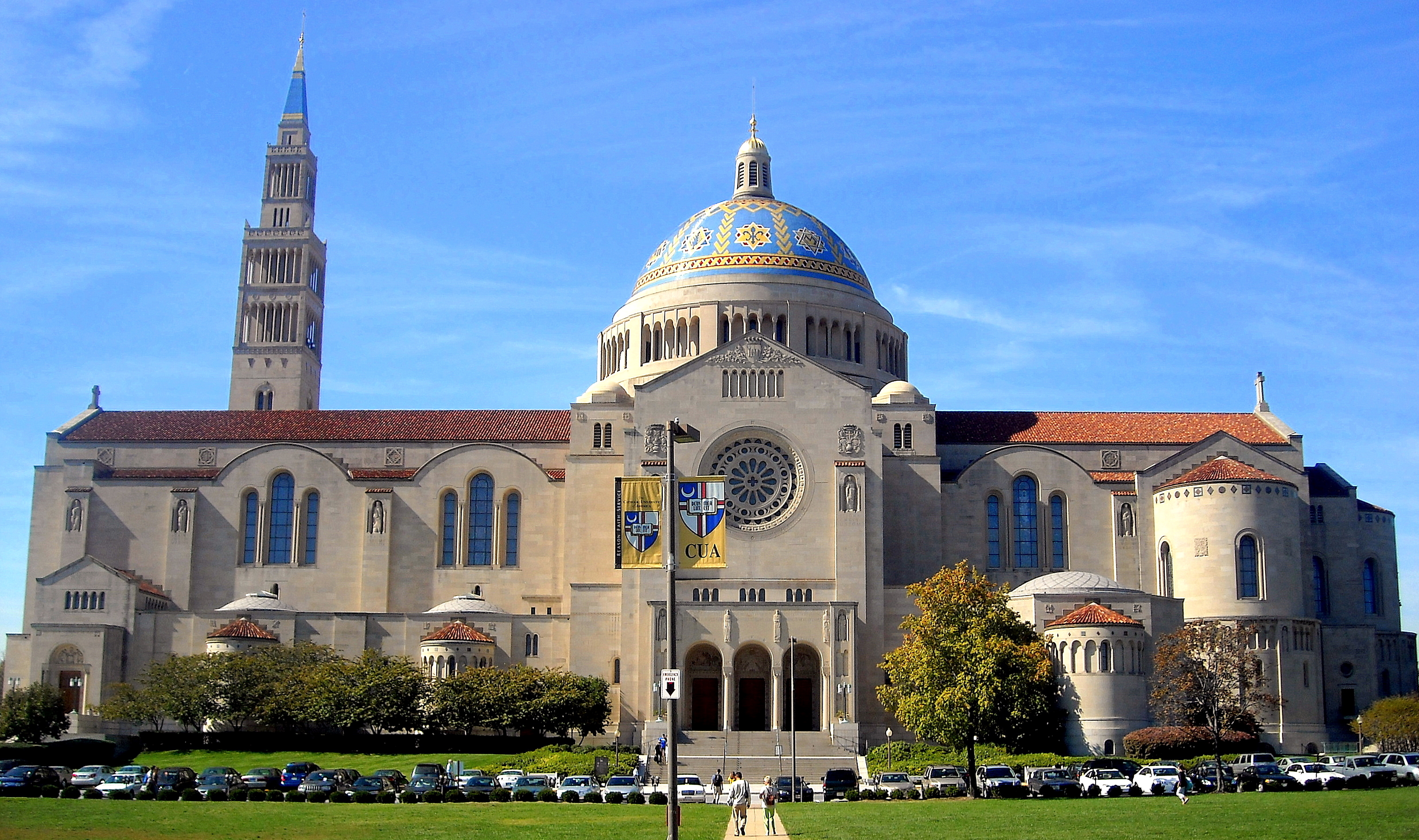
Базиліка Національної Святині Непорочного Зачаття, Вашингтон, США
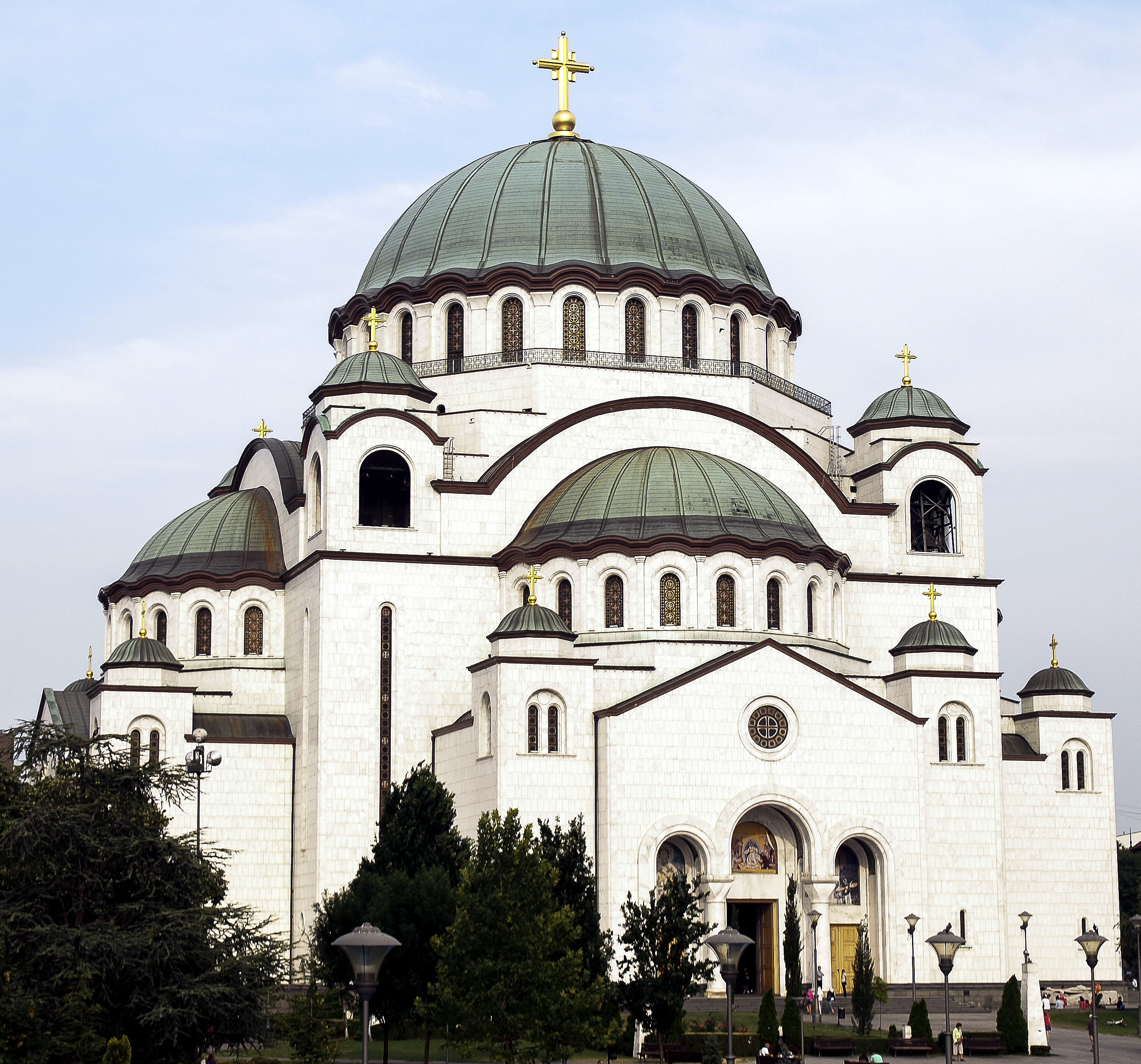
Храм святого Сави, Белград, Сербія
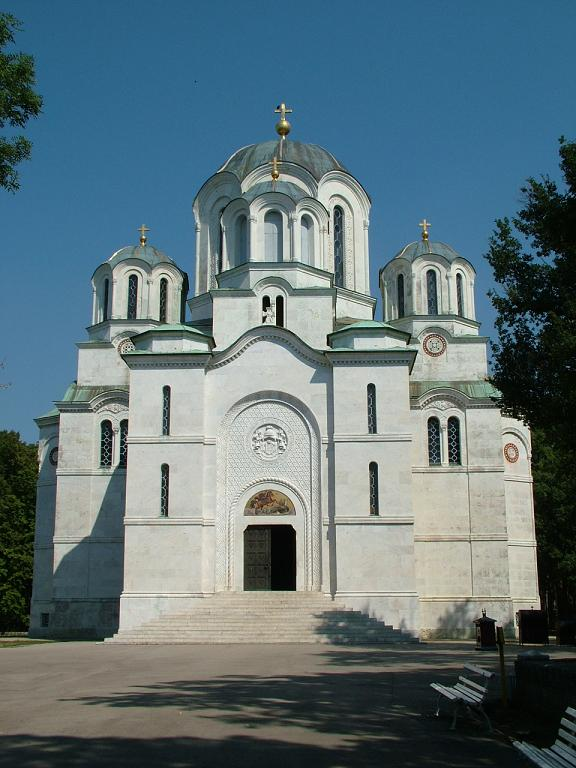
Церква-мавзолей Опленац, Топола, Сербія
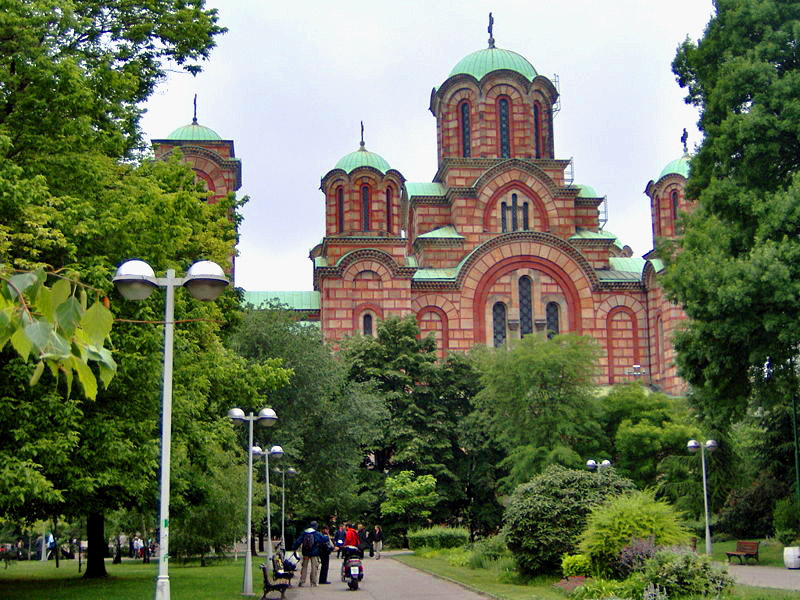
Церква Святого Марка, Белград
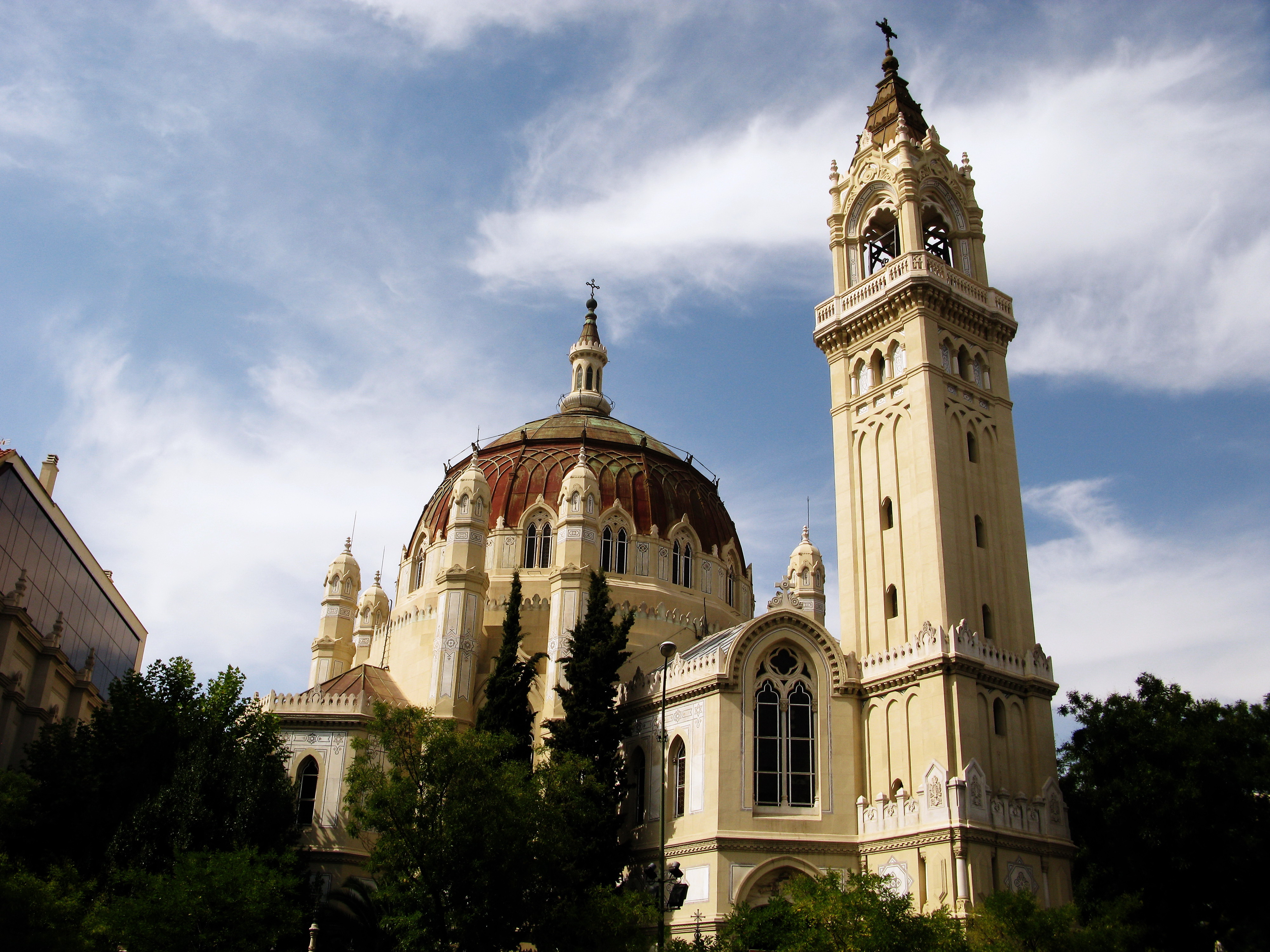
Церква Сан-Мануель-і-Сан-Беніто, Мадрид, Іспанія
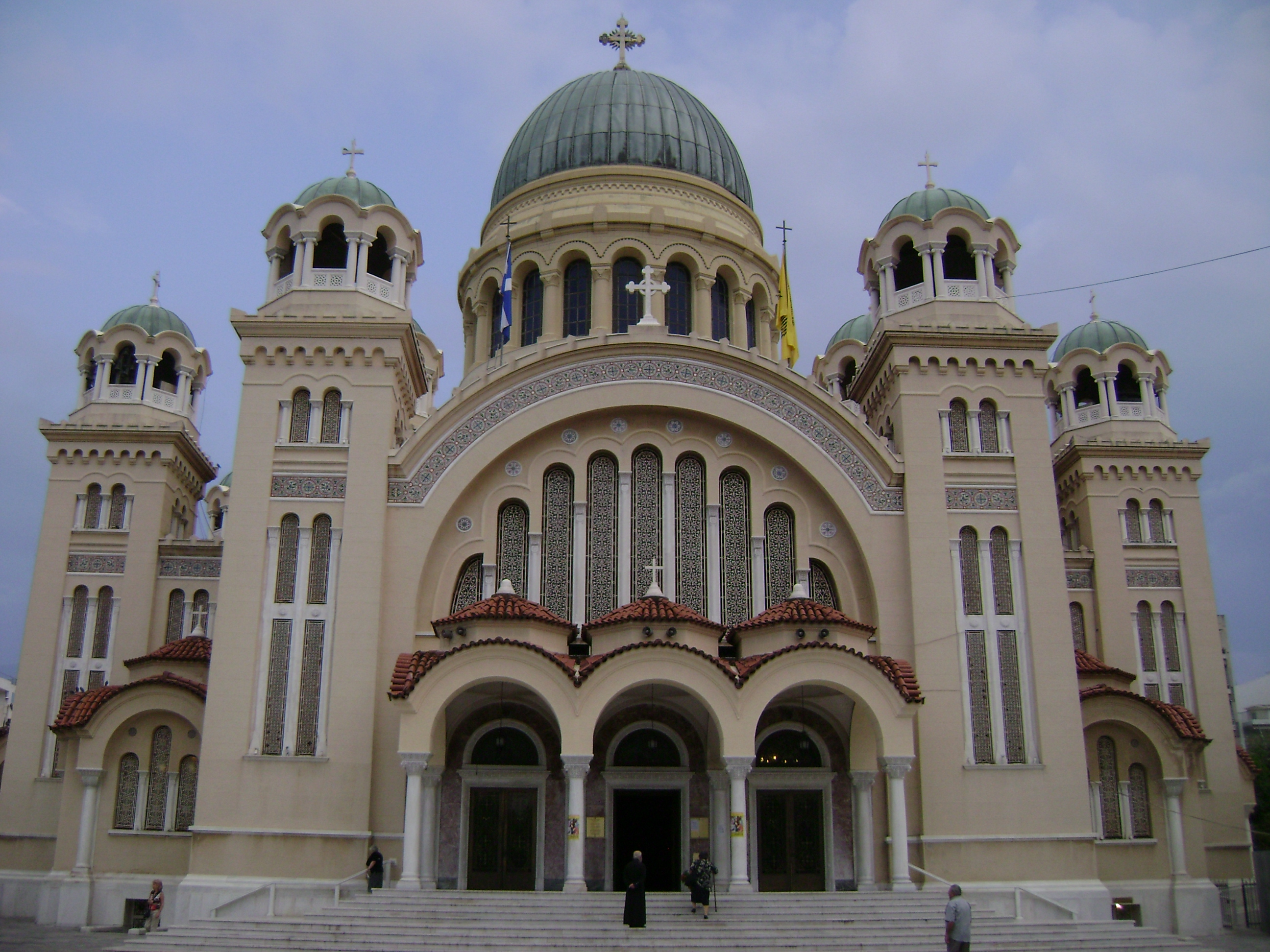
Собор Андрія Первозванного, Патри, Греція
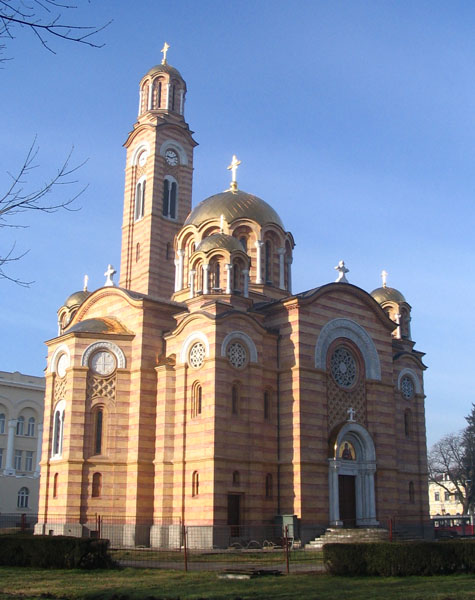
Собор Христа Спасителя, Баня-Лука, Боснія і Герцеговина
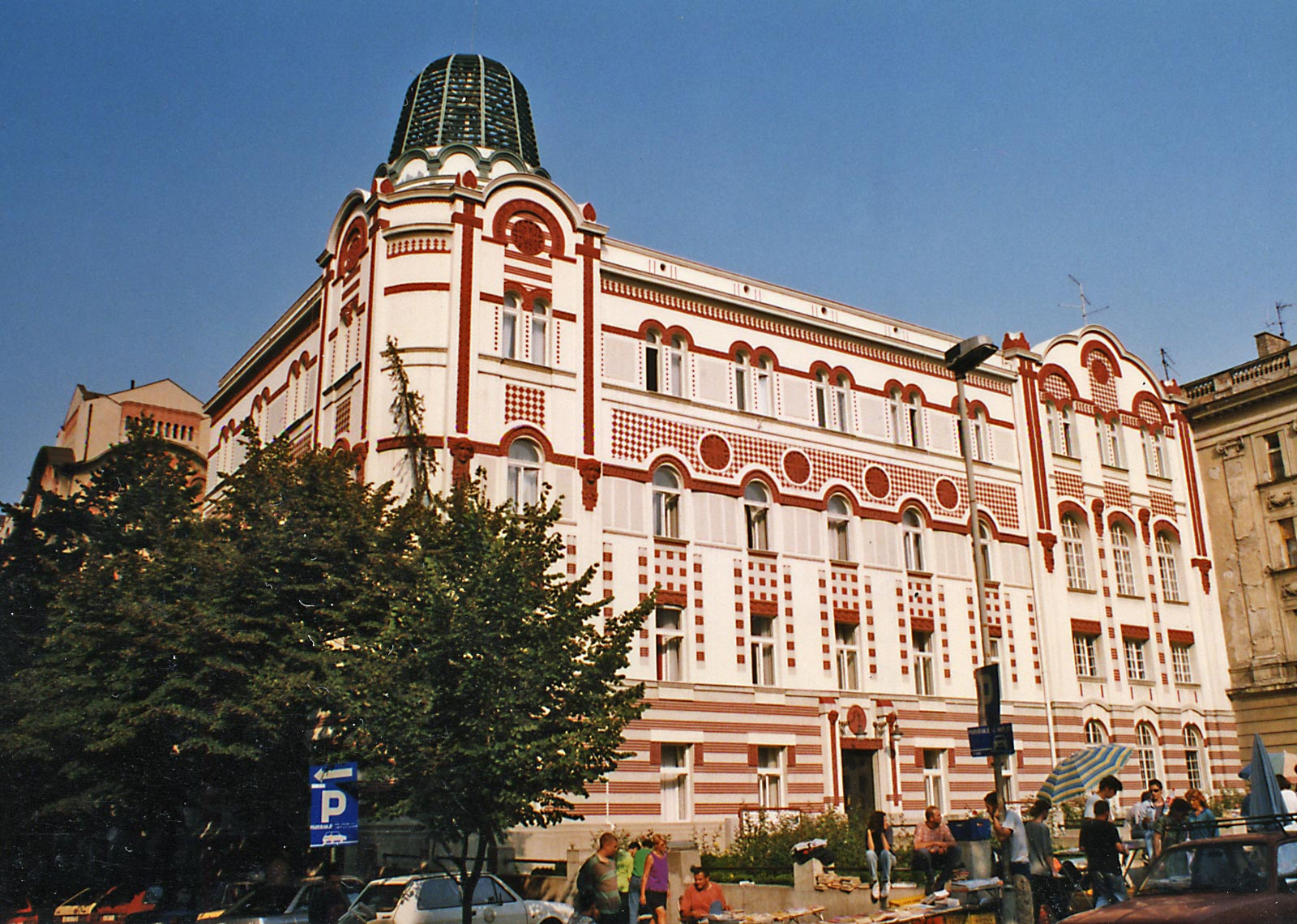
Будинок колишньої головної телефонної станції, Белград
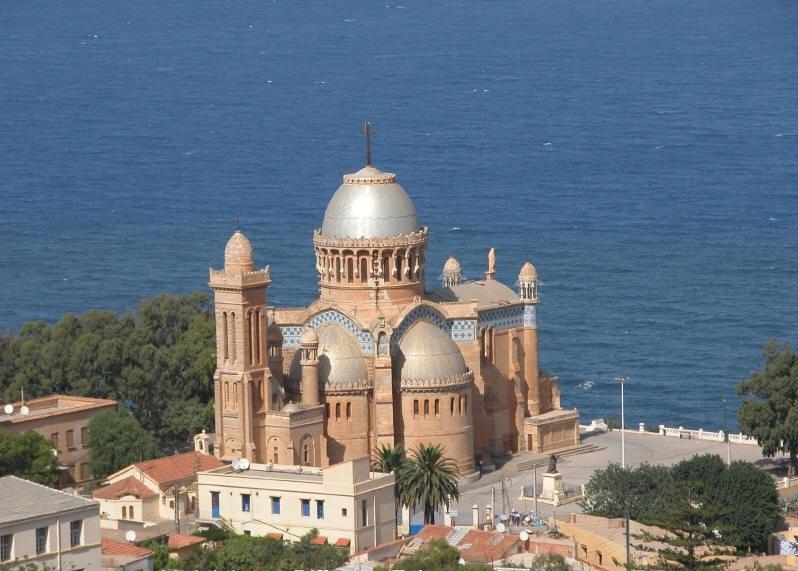
Собор Африканської Богоматері, Алжир, Алжир
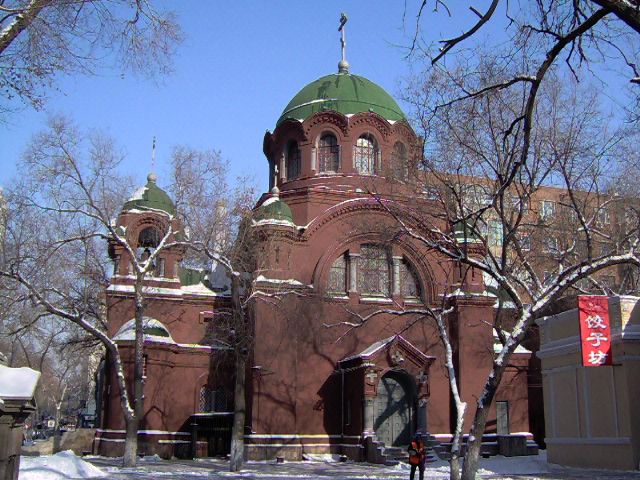
Українська церква св. Покрови, Харбін, Китай